# Liste von Persönlichkeiten der Stadt Heilbronn

## Ehrenbürger
Das Ehrenbürgerrecht in Heilbronn wurde durch das Württembergische Gesetz betreffend die Gemeindeangehörigkeit vom 16. Juni 1885 eingeführt und von späteren ähnlichen Gesetzen fortgeführt. Vor 1885 gab es in Heilbronn den Begriff des „ehrenhalber verliehenen Bürgerrechts“.
Die folgende Übersicht enthält alle Personen, die von der Stadt oder von den früheren Gemeinden die Ehrenbürgerwürde verliehen bekamen. Die Auflistung erfolgt nach dem Zeitpunkt der Verleihung.

### Ehrenbürger von Heilbronn
1. Joseph Christian von Schliz (* 10. März 1781 in Untergröningen; † 15. April 1861 in Heilbronn)
Oberregierungsrat und Oberamtmann in Heilbronn. Vater von Adolf Schliz, Großvater von Alfred Schliz.
Verleihung 1823
Ehrenbürger aufgrund seiner Mitwirkung bei den Ausgleichsverhandlungen zwischen der Stadt und den ehemaligen Heilbronnischen Gebietsdörfern.
2. Christoph Friedrich Ludwig von Mugler (* 26. September 1793 in Sindringen; † 6. April 1869 in Stuttgart)
Oberamtmann in Heilbronn
Verleihung 1839
3. Friedrich Ludwig von Schmoller (* 4. September 1795 in St. Georgen im Schwarzwald; † 18. Februar 1865 in Heilbronn)
Finanzrat
Verleihung 1863
4. Karl von Gemmingen (* 16. Februar 1804 in Stuttgart; † 13. Juni 1885 ebenda)
Oberamtsrichter aus der adligen Familie der Freiherren von Gemmingen
Verleihung 1866
Ehrenbürger aufgrund seiner bürgerfreundlichen Gesinnung und seines segensreichen Wirkens als Richter.
5. Johann Christoph Stephan Reiff (* 4. August 1805 in Oberhausen, Oberamt Reutlingen, Württemberg; † 23. Oktober 1884 in Stuttgart) und Julie Friederike Reiff (* 1821; † 1902)
Evangelischer Stadtpfarrer
Verleihung 1873
Ehrenbürgerwürde für ihn und seine Familie aufgrund seines 25-jährigen Wirkens als Stadtpfarrer.
6. Wilhelm Happel (* 6. Dezember 1817 in Heidelberg; † 16. August 1899 in Heilbronn)
Kaufmann
Verleihung 1888
Die Ehrenbürgerwürde wurde ihm für seine 30-jährige Tätigkeit in den bürgerlichen Kollegien der Stadt zu seinem Ausscheiden 1888 verliehen.
7. Christian Jäger (* 1. März 1818 in Neuenstein; † 16. Juni 1896 in Heilbronn)
Oberlehrer
Verleihung 1890
Ehrenbürger aufgrund seiner großen Verdienste um die Heilbronner Volksschule.
8. Ludwig Pfau (* 25. August 1821 in Heilbronn; † 12. April 1894 in Stuttgart)
Schriftsteller, Journalist und Revolutionär
Verleihung 1891
Ludwig Pfau engagierte sich in der Märzrevolution, wurde 1849 wegen Hochverrats angeklagt und konnte erst 1863 nach einer Amnestie nach Württemberg zurückkehren. Er ist Ehrenbürger aufgrund seiner herausragenden Bedeutung als Dichter und Schriftsteller.
9. Georg Härle (* 31. Oktober 1821 in Heilbronn; † 26. Juli 1894 ebenda)
Kaufmann, Mitglied des Landtags und des Reichstags
Verleihung 1891
Ehrenbürger aufgrund seiner vielen Verdienste um das Gemeinwesen.
10. Peter Bruckmann (* 13. Januar 1865 in Heilbronn; † 2. März 1937 ebenda)
Fabrikant, Mitglied des Landtags von Württemberg, Geheimer Rat
Verleihung 1926
Ehrenbürger in Anerkennung seiner außerordentlichen Verdienste um den Gewerbestand und das Bildungswesen, insbesondere um die Heranbildung eines tüchtigen Nachwuchses, um den Bau und die künstlerische Leitung des Stadttheaters und namentlich um die Erstellung des für das Wirtschaftsleben der Stadt Heilbronn wichtigen Neckarkanals.
11. Gustav Binder (* 31. März 1854 in Heilbronn; † 27. März 1935 ebenda)
Flaschnermeister und Feuerwehrkommandant, langjähriges Gemeinderatsmitglied
Verleihung 1928
Ehrenbürger nach 50-jähriger Dienstzeit bei der Feuerwehr Heilbronn und aufgrund seiner Verdienste um den Ausbau des Feuerschutzes.
12. Max Rosengart (* 18. Juni 1855 in Hundersingen; † 19. Mai 1943 in Stockholm)
Rechtsanwalt und Gemeinderatsmitglied
Verleihung 1930
Ehrenbürger aufgrund seiner langjährigen Verdienste um die Stadt Heilbronn. Rosengart musste 1939 vor der Verfolgung durch die Nationalsozialisten nach Schweden fliehen.
13. Theodor Heuss (* 31. Januar 1884 in Brackenheim; † 12. Dezember 1963 in Stuttgart)
Bundespräsident 1949–1959
Verleihung 1953
Ehrenbürger in Anerkennung seiner großen Verdienste um Volk und Heimat.
14. Fritz Ulrich (* 12. Februar 1888 in Schwaikheim; † 7. Oktober 1969 in Stuttgart-Sillenbuch)
Innenminister von Württemberg-Baden bzw. Baden-Württemberg 1945–1956
Verleihung 1953
Ehrenbürger in Anerkennung seiner großen Verdienste um Heilbronn.
15. Emil Beutinger (* 9. August 1875 in Heilbronn; † 19. Oktober 1957 ebenda)
Architekt und Oberbürgermeister 1921–1933, 1945–1946
Verleihung 1955
Ehrenbürger in Anerkennung seiner Verdienste um Heilbronn, insbesondere in der Zeit nach der Zerstörung.
16. Paul Meyle (* 13. September 1900 in Ludwigsburg; † 21. Juni 1977 in Stuttgart-Bad Cannstatt)
Oberbürgermeister 1948–1967
Als Meyles Lebenswerk gilt der Wiederaufbau der im Zweiten Weltkrieg völlig zerstörten Stadt.
17. Albert Großhans (* 11. Mai 1907 in Sontheim; † 21. November 2005 in Heilbronn)
Schuhkaufmann, Mitglied im Gemeinderat
Verleihung 1977
Albert Großhans gehörte zu den Gründern der SPD in Heilbronn. In der Zeit des Nationalsozialismus war er im Widerstand und zeitweise in Konzentrationslagern inhaftiert. Nach dem Krieg wurde er Gemeinderatsmitglied und von 1956 bis 1977 Vorsitzender der SPD-Fraktion. Gewürdigt aufgrund seiner Verdienste insbesondere um den Wiederaufbau der kriegszerstörten Stadt.
18. Friedrich Niethammer (* 19. Januar 1942 in Ludwigsburg; † 15. Juli 1996 in Heilbronn)
Staatsanwalt, Mitglied im Gemeinderat 1971–1994
Verleihung 1996
Fraktionsvorsitzender der SPD und ehrenamtlicher Stellvertreter des Oberbürgermeisters von 1977 bis 1996.
19. Paula Fuchs (* 7. Juli 1922 in Stuttgart; † 14. Oktober 2013)
Mitglied im Gemeinderat 1971–1994
Verleihung 1997
Fraktionsvorsitzende der CDU und ehrenamtliche Stellvertreterin des Oberbürgermeisters von 1976 bis 1994.
20. Dieter Schwarz (* 24. September 1939 in Heilbronn)
Unternehmer
Verleihung 1. Februar 2007
Gewürdigt als „großzügiger Mäzen und allseits geschätzter Mitbürger“. Förderer von Kunst, Kultur, Bildung und Hochschulen sowie Stifter.
21. Manfred Weinmann (* 17. Juli 1934 in Neckargartach; † 5. Juni 2013)
Oberbürgermeister 1983 bis 1999
Verleihung 17. Juli 2009
Herausragende Beiträge zur Stadtentwicklung
22. Helmut Himmelsbach (* 16. April 1946 in Oberndorf am Neckar)
Oberbürgermeister 1999 bis 2014
Verleihung 29. April 2014

### Ehrenbürger der früheren Gemeinden
- Böckingen
  - 1908: August Mogler (* 20. April 1845 in Böckingen; † 15. Januar 1910 ebenda), Bauunternehmer und Kommandant der Freiwilligen Feuerwehr. Ehrenbürger in Anerkennung seiner Verdienste um das Löschwesen.
  - 1918: Ernst Welsch (* 10. Juni 1866 in Aalen; † 13. April 1944 in Bad Cannstatt), evangelischer Stadtpfarrer 1901 bis 1918. Ehrenbürger in Anerkennung seiner Verdienste um die Wohlfahrtspflege und das Kleinkinderschulwesen.
  - 1919: Karl Maas (* 24. Juli 1874 in Eglosheim; † 18. Juni 1958 in Bad Cannstatt), Medizinalrat. Ehrenbürger in Anerkennung seiner Verdienste um die Wohlfahrtspflege insbesondere während der Kriegszeit.
  - 1925: Gustav Hanselmann (* 20. Mai 1860 in Gnadental; † 4. Dezember 1944 in Weilimdorf), Oberlehrer. Ehrenbürger in Anerkennung seiner 40-jährigen Tätigkeit im Schuldienst.
  - 1924: Eduard Wilhelm Bader (* 1. März 1858 in Horkheim; † 15. September 1926 in Böckingen), Volksschulrektor
  - 1929: Adolf Alter (* 5. Oktober 1876 in Lampoldshausen; † 6. Januar 1933 in Heilbronn), Stadtschultheiß von Böckingen. Ehrenbürger in Würdigung seiner Tätigkeit für das Böckinger Gemeinwesen.
  - 1931: Rudolf Zeller (* 19. Juni 1867 in Ebhausen; † 19. April 1937 in Stuttgart), evangelischer Stadtpfarrer. Ehrenbürger in Würdigung seiner großen Verdienste um Kirche und Schule.
- Frankenbach
  - 1908: Heinrich Jakob Knobloch (* 27. Februar 1827 in Frankenbach; † 10. September 1910 ebenda), Landwirt und Gastwirt. Ehrenbürger in Anerkennung seiner langjährigen Mitgliedschaft im Gemeinderat.
- Horkheim
  - 1932: Wilhelm Jakob Wiest (* 26. November 1862 in Winnenden; † 28. März 1937 in Tübingen), evangelischer Pfarrer in Horkheim 1904 bis 1934. Ehrenbürger wegen seiner hohen Verdienste um die Gemeinde und aus Anlass seines 70sten Geburtstages.
  - 1948: Albert Debold (* 1. Dezember 1878 in Horkheim; † 7. Februar 1968 ebenda), Gemeindepfleger 1920–1945 und Bürgermeister 1945–1948. Ehrenbürger in Anerkennung seiner Verdienste um die Gemeinde.
- Kirchhausen
  - 1920: Gustav Lohmiller (* 12. Februar 1854 in Bierlingen; † 9. Mai 1937 in Kirchhausen), Lehrer. Ehrenbürger in Würdigung seiner 30-jährigen Tätigkeit an der Volksschule Kirchhausen.
  - 1928: Hermann Hoffmann (26. April 1860 in Eisleben; † 13. Januar 1932 in Kirchhausen), Distriktsarzt. Ehrenbürger in Würdigung seiner Verdienste im Dienste der leidenden Menschheit.
  - 1967: Gustav Adolf Schwab (* 18. Februar 1899 in Bad Nauheim; † ?), Arzt. Ehrenbürger in Anerkennung seiner langjährigen Verdienste als Arzt.
- Klingenberg
  - 1892: Adolf Heinrich Bächler (* 4. Februar 1804 in Großgartach; † 2. März 1894 in Ludwigsburg), Pfarrer in Klingenberg
  - 1907: Albert Bruno Wagner (* 29. Mai 1862 in Gönningen; † 28. Februar 1932 in Pfullingen), Volksschulrektor
- Neckargartach
  - 1905: Friedrich von Schaal (* 4. September 1842 in Ludwigsburg; † 3. Mai 1909 in Stuttgart), Oberbaurat und Erbauer der Neckargartacher Neckarbrücke (1904/05). Ehrenbürger anlässlich der Einweihung der Neckargartacher Brücke.
  - 1907: Ludwig Konrad Pfau (* 7. Juni 1861 in Knittlingen; † 28. Juli 1925 in Heilbronn), Schultheiß in Neckargartach 1894–1907. Ehrenbürger in Anerkennung seiner großen Verdienste um das Gemeinwesen.
- Sontheim
  - 1901: Friedrich Ackermann (* 11. September 1856 in Heilbronn; † 21. September 1928 ebenda), Geheimer Kommerzienrat. Ehrenbürger in Anerkennung seiner Verdienste um das Gemeinwesen in Sontheim.

## Ehrenringträger
Der Ehrenring der Stadt Heilbronn wird vom Gemeinderat vergeben. Die Auszeichnung wird maximal zweimal jährlich vergeben, und nicht mehr als zwölf lebende Personen sollen die Auszeichnung tragen.
1. 1959: Wilhelm Mattes (* 22. Oktober 1884 in Dahenfeld; † 11. September 1960 in Heilbronn), ehrenamtlicher Vor- und Frühgeschichtsforscher. Ehrenringträger in Anerkennung seiner Verdienste.
2. 1964: Willy Dürr (* 12. Juli 1889 in Esslingen; † 12. April 1975 in Heilbronn), Vorsitzender der FDP/DVP-Gemeinderatsfraktion, Ehrenringträger in Anerkennung seiner Überarbeitung der Stadtchronik für den Zeitraum 1922–1932.
3. 1964: Karl Knauss (* 20. September 1887 in Heilbronn; † 18. April 1975 in Heilbronn), Gemeinderatsmitglied; Ehrenringträger in Anerkennung seiner Verdienste
4. 1964: Friedrich Hanser (* 14. Juli 1898 in München; † 13. Mai 1976 in Heilbronn), Fraktionsvorsitzender der SPD-Gemeinderatsfraktion. Ehrenringträger in Anerkennung seiner Verdienste.
5. 1965: Paul Meyle (* 13. September 1900 in Ludwigsburg; † 21. Juni 1977 in Stuttgart), Oberbürgermeister von Heilbronn 1948–1967, Ehrenringträger in Anerkennung seiner Verdienste um den Wiederaufbau der Stadt
6. 1971: Franziska Schmidt (* 31. August 1899 in Mannheim; † 10. November 1979 in Heilbronn), Redakteurin, Gemeinderatsmitglied und Landtagsabgeordnete
7. 1971: Kilian Bauer (* 29. Mai 1890 in Duttenberg; † 11. Mai 1988 in Heilbronn), Gemeinderatsmitglied 1951 bis 1968
8. 1971: Albert Großhans (* 11. Mai 1907 in Sontheim; † 21. November 2005 in Heilbronn), Gemeinderatsmitglied 1946 bis 1977
9. 1971: Eduard Hilger (* 5. Dezember 1900 in Köln; † 10. Januar 1974 in Heilbronn), Gemeinderatsmitglied 1946 bis 1971, Träger des Großen Bundesverdienstkreuzes
10. 1971: Ernst Nietzer (* 17. August 1900 in Obersontheim; † 22. Juni 1982 in Heilbronn), Gemeinderatsmitglied 1948 bis 1965, Träger des Großen Bundesverdienstkreuzes
11. 1976: Karl Nägele (* 15. Januar 1911 in Heilbronn; † 26. September 1979 in Heidelberg), langjähriger OB-Stellvertreter, in Anerkennung seiner Verdienste um den Wiederaufbau der kriegszerstörten Stadt Heilbronn und deren Fortentwicklung
12. 1976: Friedrich Titus (* 24. März 1899 in Heilbronn; † 24. Juli 1984), Gemeinderatsmitglied, langjähriger stellvertretender Vorsitzender der SPD-Fraktion
13. 1977 (2023 wieder aberkannt): Hans Hoffmann (* 31. Oktober 1915 in Lübbenau; † 27. Januar 2005 in Heilbronn), Oberbürgermeister von Heilbronn 1967–1983
14. 1980: Paul Pfizenmayer (* 13. Februar 1913 in Beilstein; † 9. März 1984 in Heilbronn), Gemeinderatsmitglied, langjähriger Vorsitzender der FDP-Fraktion
15. 1980: Kurt Göbel (* 1898; † 1982), Gründer der Paul-und-Anna-Göbel-Stiftung
16. 1980: Erich Gebel (* 11. November 1906 in Nürnberg; † 10. Dezember 1983 in Heilbronn), Gemeinderatsmitglied 1960 bis 1980, langjähriger stellvertretender Vorsitzender der SPD-Fraktion
17. 1982: Robert Edler (* 10. November 1912 in Heilbronn; † 14. August 1986 ebenda), Musikdirektor und Komponist
18. 1984: Josef Baumgärtner (* 24. März 1912 in Massenbachhausen; † 27. April 1997 in Heilbronn), 1956 bis 1984 Pfarrer am Deutschordensmünster St. Peter und Paul, für seine Verdienste auf kirchlichem Gebiet und sein Engagement im sozialen Bereich
19. 1984: Will Schaber (* 1. Mai 1905 in Heilbronn; † 5. Juli 1996 in New York City), Journalist, für seine Verdienste auf literarischem und kulturellem Gebiet sowie für sein engagiertes Mitwirken bei der Wiederaufnahme der unterbrochenen Beziehungen zwischen Deutschen und Juden
20. 1984: Walter Dörr (* 3. November 1925 in Heilbronn; † 15. Juni 2013 ebenda), Rektor der Fachhochschule Heilbronn, für seine Verdienste um den Ausbau der Fachhochschule sowie das Zustandekommen der Partnerschaften mit anderen Universitäten
21. 1987: Paula Fuchs (* 7. Juli 1922 in Stuttgart; † 14. Oktober 2013), CDU-Fraktionsvorsitzende im Gemeinderat
22. 1988: Günter Erlewein (* 6. Mai 1928 in München), MdL (SPD)
23. 1988: Richard Heinrich (* 19. Februar 1911 in Heilbronn; † 5. November 2005 ebenda), KACO-Geschäftsführer, Bundesverdienstkreuzträger
24. 1990: Carl Robert Frühsorger (* 5. Februar 1915 in Heilbronn; † 29. März 2006 ebenda), Verleihung des Ehrenrings am 7. Februar 1990 für die Gründung und den jahrzehntelangen Vorsitz des Heilbronner Kulturrings, sowie in Anerkennung für seinen unermüdlichen Kampf um den Erhalt des Seyfer-Altars
25. 1991: Peter Giebler (* 23. Mai 1940 in Göppingen), Erster Bürgermeister der Stadt Heilbronn
26. 1994: Manfred Weinmann (* 17. Juli 1934 in Neckargartach; † 5. Juni 2013), Oberbürgermeister der Stadt Heilbronn 1983–1999, Träger des Bundesverdienstkreuzes 1. Klasse
27. 1994: Paul Mack (* 6. Januar 1927 in Heilbronn; † 30. Januar 2014), Stadtrat, Träger des Bundesverdienstkreuzes am Bande
28. 1996: Ulrich Stechele (* 15. Oktober 1941 in Heidelberg; † 23. März 2001 in Heilbronn), MdL (CDU), Träger des Bundesverdienstkreuzes 1. Klasse
29. 1999: Jörg Faerber (* 18. Juni 1929 in Stuttgart; † 13. September 2022 in Willich), Gründer des Württembergischen Kammerorchesters Heilbronn
30. 2002: Adolf Heinrich (* 18. März 1926 in Heilbronn; † 15. Juli 2013), Weingärtner, Gemeinderatsmitglied 1984 bis 1994
31. 2005: Artur Kübler (* 6. Januar 1948 in Heilbronn), Fraktionsvorsitzender der CDU-Gemeinderatsfraktion
32. 2006: Kurt Scheffler (* 3. August 1941 in Heilbronn), für seine Verdienste um die Stadt Heilbronn als Aktiver in der SPD, bei der ÖTV und im Sport
33. 2008: Klaus Hackert (* 10. Februar 1938 in Heilbronn; 13. Juni 2022), für seine umfangreichen Verdienste im Ehrenamt und für sein langjähriges bürgerschaftliches Engagement als Stadtrat[1][2]
34. 2011: Otto Egerter (* 14. April 1938 in Heilbronn-Böckingen), Geschäftsführer der AOK Heilbronn[3]
35. 2014: Ruth Reinwald (* 7. Dezember 1924; † 30. Juli 2024), Kunstmäzenin[4]
36. 2014: Johanna Lichy (* 8. Mai 1949 in Kirchhausen), Politikerin
37. 2015: Hubert Bläsi (* 9. Dezember 1928 in Bruchsal; † 6. Dezember 2018), Oberstudiendirektor a. D.[5][6]
38. 2015: Harald Friese (* 2. Juni 1945 in Badersleben), Politiker; Bürgermeister der Stadt Heilbronn[7]
39. 2016: Sibylle Mösse-Hagen (* 2. Februar 1955), Kommunalpolitikerin, langjährige SPD-Fraktionsvorsitzende im Gemeinderat[8]
40. 2022: Heiner Dörner (* 24. April 1940 in Brünn), Kommunalpolitiker, langjähriger FWV-Fraktionsvorsitzender im Gemeinderat[9]

## Bürgermeister
Ein magister civium (Bürgermeister) ist in Heilbronn erstmals 1314 belegt. Die paritätische Verfassung Kaiser Karls IV. aus dem Jahr 1371 hatte zur Folge, dass der aus 13 Patriziern sowie 13 Kaufleuten und Handwerkern bestehende Rat aus seiner Mitte jeweils zwei Bürgermeister wählte, die gemeinsam amtierten. Ihre Namen sind erst ab der Mitte des 15. Jahrhunderts lückenlos überliefert. Mit der Karolingischen Ordnung Kaiser Karls V. von 1552 erhielt der aus Patriziern gebildete 15-köpfige Innere Rat die alleinige Macht. Seine Mitglieder rückten dem Dienstalter nach allmählich bis zum Amt des Bürgermeisters auf. Die jeweils drei Bürgermeister wechselten sich in Vorsitz und Führung ab.
| Bürgermeister 1371–1551 | Bürgermeister 1371–1551 | Bürgermeister 1371–1551 |
| Jahr                    | „Bürger“                | „Gemeinde“              |
| ----------------------- | ----------------------- | ----------------------- |
|                         |                         |                         |
| 1372:                   | Heinrich Harsch         |                         |
| 1376                    | Kunz Niere              |                         |
| 1389                    | Hans Erer der Ältere    |                         |
| 1395                    | Hans Erer der Ältere    |                         |
| 1399                    | Hans Erer der Ältere    |                         |
| 1402                    | Kunz Leder d. J.        | Kunz Lutfried           |
| 1416                    | von Nyperger            |                         |
| 1420                    | Benz Steffalter         |                         |
| 1424                    |                         | Hans Erlewin            |
| 1431                    |                         | Hans Berlin             |
| 1432                    | Hans Erer der Jüngere   |                         |
| 1434                    | Kaspar Mettelbach       |                         |
| 1438                    | Hans Erer der Jüngere   | Markart Merklin         |
| 1441                    | Kaspar Mettelbach       |                         |
| 1442                    | Ulrich Nenninger        | Markart Merklin         |
| 1443                    | Ulrich Nenninger        |                         |
| 1444                    | Kaspar Mettelbach       | Ulrich Nenninger        |
| 1445                    | Ulrich Nenninger        | Markart Merklin         |
| 1446:                   | Kaspar Mettelbach       | Ulrich Nenninger        |
| 1448                    | Hans Erer der Jüngere   | Markart Merklin         |
| 1449:                   | Kaspar Mettelbach       | Eberhard Finsterlohn    |
| 1450                    | Kaspar Mettelbach       | Markart Merklin         |
| 1451                    | Ulrich Nenninger        |                         |
| 1452                    | Hans Erer der Jüngere   |                         |
| 1453                    | Hans Erer der Jüngere   |                         |
| 1456                    | Kaspar Mettelbach       | Bernhard Berlin         |
| 1457                    | Hans Erer der Jüngere   | Bernhard Berlin         |
| 1458:                   | Kaspar Mettelbach       |                         |
| 1459                    |                         | Eberhard Finsterlohn    |
| 1460                    | Gottfried Schenkel      |                         |
| 1463                    |                         | Hans Keller             |
| 1465                    | Hans Erer der Jüngere   |                         |
| 1467                    | Hanmann Dinkelsbühl     |                         |
| 1469                    | Kaspar Mettelbach       | Michael Hüngerlin       |
| 1471                    | Gottfried Schenkel      | Daniel Mettelbach       |
| 1472                    | Kaspar Mettelbach       | Michael Hüngerlin       |
| 1473                    | Gottfried Schenkel      | Daniel Mettelbach       |
| 1474                    | Kaspar Mettelbach       | Michael Hüngerlin       |
| 1475                    | Gottfried Schenkel      | Daniel Mettelbach       |
| 1476                    | Kaspar Mettelbach       | Michael Hüngerlin       |
| 1477                    | Johann Dinkelsbühl      | Daniel Mettelbach       |
| 1478                    | Kaspar Mettelbach       | Adam Meißner            |
| 1479                    | Gottfried Schenkel      | Johann Thielmann        |
| 1480                    | Johann Erer             | Michael Hüngerlin       |
| 1481                    | Gottfried Schenkel      | Johann Thielmann        |
| 1482                    | Ludwig Gerach           | Claus Diemer            |
| 1483                    | Gottfried Schenkel      | Johann Horlewag         |
| 1484                    | Kaspar Mettelbach       | Frank Conz              |
| 1485                    | Gottfried Schenkel      | Johann Horlewag         |
| 1486                    | Johann Erer             | Michael Hüngerlin       |
| 1487                    | Gottfried Schenkel      | Johann Horlewag         |
| 1488                    | Johann Erer             | Michael Hüngerlin       |
| 1489                    | Gottfried Schenkel      | Johann Horlewag         |
| 1490                    | Johann Erer             | Michael Hüngerlin       |
| 1491                    | Gottfried Schenkel      | Johann Horlewag         |
| 1492                    | Johann Erer             | Michael Hüngerlin       |
| 1493                    | Gottfried Schenkel      | Michael Hüngerlin       |
| 1494                    | Conrad Erer             | Johann Horlewag         |
| 1495                    | Johann Erer             | Michael Hüngerlin       |
| 1496                    | Conrad Erer             | Johann Horlewag         |
| 1503                    | Ludwig Gerach           | Johann Thielmann        |
| 1504                    | Conrad Erer             | Thomas Engelhardt       |
| 1505                    | Ludwig Gerach           | Johann Thielmann        |
| 1506                    | Conrad Erer             | Thomas Engelhardt       |
| 1507                    | Ludwig Gerach           | Johann Thielmann        |
| 1508                    | Conrad Erer             | Thomas Engelhardt       |
| 1509                    | Ludwig Gerach           | Johann Thielmann        |
| 1510                    | Conrad Erer             | Thomas Engelhardt       |
| 1511                    | Caspar Berlin           | Johann Thielmann        |
| 1512                    | Conrad Erer             | Hans Wisbronn           |
| 1513                    | Caspar Berlin           | Johann Thielmann        |
| 1514                    | Conrad Erer             | Hans Wisbronn           |
| 1515                    | Caspar Berlin           | Johann Thielmann        |
| 1516                    | Conrad Erer             | Hans Wisbronn           |
| 1517                    | Caspar Berlin           | Johann Thielmann        |
| 1518                    | Conrad Erer             | Hans Wisbronn           |
| 1519                    | Caspar Berlin           | Ulrich Wintter          |
| 1520                    | Conrad Erer             | Hans Wisbronn           |
| 1521                    | Caspar Berlin           | Ulrich Wintter          |
| 1522                    | Conrad Erer             | Hans Wisbronn           |
| 1523                    | Peter Kistenmacher      | Hans Berlin             |
| 1524                    | Conrad Erer             | Hans Tygel              |
| 1525                    | Caspar Berlin           | Hans Diemer             |
| 1526                    | Conrad Erer             | Hans Wisbronn           |
| 1527                    | Caspar Berlin           | Georg Diemer            |
| 1528                    | Johann Rieser           | Hans Wisbronn           |
| 1529                    | Peter Kistenmacher      | Georg Diemer            |
| 1530                    | Johann Rieser           | Hans Wisbronn           |
| 1531                    | Peter Kistenmacher      | Georg Diemer            |
| 1532                    | Johann Rieser           | Hans Wisbronn           |
| 1533                    | Peter Kistenmacher      | Ulrich Wintter          |
| 1534                    | Johann Rieser           | Hans Wisbronn           |
| 1535                    | Peter Kistenmacher      | Ulrich Wintter          |
| 1536                    | Johann Rieser           | Hieronymus Schnabel     |
| 1537                    | Peter Kistenmacher      | Ulrich Wintter          |
| 1538                    | Johann Rieser           | Hieronymus Schnabel     |
| 1539                    | Matthias Schnepf        | Ulrich Wintter          |
| 1540                    | Johann Rieser           | Hieronymus Schnabel     |
| 1541                    | Matthias Schnepf        | Ulrich Wintter          |
| 1542                    | Johann Rieser           | Hieronymus Schnabel     |
| 1543                    | Matthias Schnepf        | Heinrich Erhard         |
| 1544                    | Johann Rieser           | Hieronymus Schnabel     |
| 1545                    | Matthias Schnepf        | Heinrich Erhard         |
| 1546                    | Johann Rieser           | Hieronymus Schnabel     |
| 1547                    | Matthias Schnepf        | Heinrich Erhard         |
| 1548                    | Johann Rieser           | Hieronymus Schnabel     |
| 1549                    | Matthias Schnepf        | Hans Leyher             |
| 1550                    | Johann Rieser           | Michael Wagenmann       |
| 1551                    | Matthias Schnepf        | Peter Feurer            |

| Bürgermeister 1552–1802 | Bürgermeister 1552–1802   | Bürgermeister 1552–1802           | Bürgermeister 1552–1802           |
| ----------------------- | ------------------------- | --------------------------------- | --------------------------------- |
| 1552                    | Peter Feurer              | Wolf Berlin                       | Wendel Ans der Jüngere            |
| 1553–1557:              | Wolf Feurer               | Wolf Berlin                       | Wendel Ans der Jüngere            |
| 1558–1561               | Ambrosius Becht           | Wolf Berlin                       | Wendel Ans der Jüngere            |
| 1561–1564               | Ambrosius Becht           | Hans Hofmann                      | Wendel Ans der Jüngere            |
| 1565–1572               | Franz Bürckner            | Hans Hofmann                      | Wendel Ans der Jüngere            |
| 1572–1574               | Franz Bürckner            | Hans Hofmann                      | Georg Aff der Alte                |
| 1574–1575               | leer                      | leer                              | Balthasar Aff                     |
| 1575–1585               | Clement Imlin             | Philipp Orth                      | Johann Spölin                     |
| 1585–1588               | Raimund Vogler            | Philipp Orth                      | Johann Spölin                     |
| 1588–1595               | Johann Albrecht           | Philipp Orth                      | Johann Spölin                     |
| 1596–1603               | Johann Albrecht           | Philipp Orth                      | David Kugler                      |
| 1602–1604               | Wilhelm Bernhard Berlin   | Simon Weinmann der Ältere         | David Kugler                      |
| 1604–1606               | David Jakob Feyerabend    | Simon Weinmann der Ältere         | David Kugler                      |
| 1606–1607               | David Jakob Feyerabend    | Georg Becht                       | David Kugler                      |
| 1607–1613               | David Jakob Feyerabend    | Johann Simon Weinmann der Jüngere | David Kollenberger                |
| 1614–1622               | Philipp Orth der Jüngere  | Johann Simon Weinmann der Jüngere | David Kollenberger                |
| 1622–1628               | Johann Georg Rollwag      | Johann Simon Weinmann der Jüngere | David Kollenberger                |
| 1626–1633               | Johann Georg Rollwag      | Johann Simon Weinmann der Jüngere | Conrad Spölin                     |
| 1633–1635               | Johann Georg Rollwag      | Johann Philipp Orth               | Conrad Spölin                     |
| 1635–1636               | Johann Georg Rollwag      | Johann Wolff                      | Conrad Spölin                     |
| 1635–1636               | Johann Georg Rollwag      | Johann Bernhard Scholl            | Conrad Spölin                     |
| 1643–1647               | Johann Georg Rollwag      | Ludwig Trapp von Trappensee       | Johann Glandorff                  |
| 1648–1649               | Michael Jesslin           | Ludwig Trapp von Trappensee       | Johann Glandorff                  |
| 1650–1655               | Michael Jesslin           | Ludwig Trapp von Trappensee       | Sebastian Calw                    |
| 1655–1673               | Michael Jesslin           | Johann Georg Spitzer              | Sebastian Calw                    |
| 1673–1677               | Michael Jesslin           | Johann Georg Spitzer              | Johann Conrad Spölin              |
| 1677–1680               | Johann Conrad Rockenbauch | Johann Georg Spitzer              | Johann Conrad Spölin              |
| 1680–1682               | Johann Conrad Rockenbauch | Johann Georg Spitzer              | Georg Heinrich Feyerabend         |
| 1683–1684               | Johann Conrad Rockenbauch | Johann David Feyerabend           | Georg Heinrich Feyerabend         |
| 1684–1685               | Georg Christian Hoffmann  | Johann David Feyerabend           | Georg Heinrich Feyerabend         |
| 1686–1693               | Georg Christian Hoffmann  | Johann David Feyerabend           | August Friedrich Mockel           |
| 1693–1694               | Johann Georg Pfitzer      | Johann David Feyerabend           | August Friedrich Mockel           |
| 1695–1698               | Johann Georg Pfitzer      | Johann David Feyerabend           | Johann Esaias von Rühle           |
| 1698–1716               | Georg Friedrich Pancug    | Johann David Feyerabend           | Johann Esaias von Rühle           |
| 1717–1725               | Georg Friedrich Pancug    | Johann Heinrich Orth              | Johann Esaias von Rühle           |
| 1727–1729               | Georg Friedrich Pancug    | Johann Heinrich Orth              | Johann Georg Geiling              |
| 1730–1731               | Georg Friedrich Pancug    | Johann Heinrich Orth              | Adam Christian Wacks              |
| 1732–1733               | Georg Friedrich Pancug    | Johann Georg Becht                | Johann Ludwig Kübel               |
| 1733–1734               | Johann Bernhard Orth      | Johann Georg Becht                | Johann Ludwig Kübel               |
| 1734–1740               | Johannes Schübler         | Wilhelm Ludwig Bardili            | Johann Ludwig Kübel               |
| 1741–1753               | Johannes Schübler         | Esaias Meyer                      | Johann Ludwig Kübel               |
| 1754–1757               | Johannes Schübler         | Esaias Meyer                      | Georg Heinrich Orth               |
| 1758–1765               | Georg Philipp Mylius      | Esaias Meyer                      | Georg Heinrich Orth               |
| 1766–1769               | Georg Philipp Mylius      | Franz Leonhard Roth               | Georg Heinrich Orth               |
| 1770–1781               | Georg Philipp Mylius      | Georg Heinrich von Roßkampff      | Gottlob Moriz Christian von Wacks |
| 1781–1783               | Georg Heinrich von Pancug | Georg Heinrich von Roßkampff      | Gottlob Moriz Christian von Wacks |
| 1784–1794               | Georg Christoph Kornacher | Georg Heinrich von Roßkampff      | Gottlob Moriz Christian von Wacks |
| 1795                    | Georg Christoph Kornacher | Heinrich Karl Philibert Orth      | Gottlob Moriz Christian von Wacks |
| 1796–1801               | Georg Christoph Kornacher | Eberhard Ludwig Becht             | Gottlob Moriz Christian von Wacks |
| 1802                    | Georg Christoph Kornacher | Christian Ludwig Schübler         | Gottlob Moriz Christian von Wacks |

Heilbronn wurde am 25. Februar 1803 mit dem Reichsdeputationshauptschluss dem Herzogtum Württemberg eingegliedert und bekam eine neue Stadtverfassung. Dadurch wurden künftig das Stadtparlament und der Bürgermeister vom König eingesetzt. Ab 1822 wählen die Heilbronner ihren Gemeinderat selbst, dem künftig der Stadtschultheiß vorsteht. Der Titel Oberbürgermeister wird erst 1874 von König Karl I. von Württemberg an Karl Wüst, Stadtschultheiß seit 1869, wieder vergeben.
- 1803–1819: Georg Christian Franz Kübel, Bürgermeister
- 1819–1822: Lebrecht Landauer, Oberbürgermeister
- 1822–1835: Johann Clemens Bruckmann, Stadtschultheiß
- 1835–1848: Heinrich Titot, Stadtschultheiß
- 1848–1868: August Klett, Stadtschultheiß

Nachdem Klett das Amt altersbedingt niedergelegt hatte, wurde am 1. Februar 1869 der Ratsschreiber Josef Raur (1817–1870) zum Stadtschultheißen gewählt. Raur nahm die Wahl aus gesundheitlichen Gründen jedoch nicht an, so dass es am 3. Mai 1869 zur Neuwahl kam, die Wüst gewann.
- 1869–1884: Karl Wüst, Oberbürgermeister
- 1884–1904: Paul Hegelmaier, Oberbürgermeister
- 1904–1921: Paul Göbel, Oberbürgermeister
- 1921–1933: Emil Beutinger, Oberbürgermeister
- 1933–1945: Heinrich Gültig (NSDAP), Oberbürgermeister

Nach dem Zweiten Weltkrieg wurde der von den Nationalsozialisten 1933 abgesetzte, ehemalige OB Beutinger vom amerikanischen Stadtkommandanten wieder in sein Amt eingesetzt. Sein Nachfolger Metz wurde 1946 vom Gemeinderat gewählt, seit der Wahl 1948 wählt die Bürgerschaft.
- 1945–1946: Emil Beutinger, Oberbürgermeister
- 1946–1948: Paul Metz (SPD), Oberbürgermeister
- 1948–1967: Paul Meyle (DVP), Oberbürgermeister
- 1967–1983: Hans Hoffmann (SPD), Oberbürgermeister
- 1983–1999: Manfred Weinmann (CDU), Oberbürgermeister
- 1999–2014: Helmut Himmelsbach (parteilos), Oberbürgermeister
- seit 2014: Harry Mergel (SPD), Oberbürgermeister

## Stadtärzte bis 1802
Es gab zwischen einem und drei, zumeist zwei Stadtärzte, so dass sich die Amtszeiten teilweise überschneiden. Der Stadtarzt (Stadtphysikus) wurde in reichsstädtischer Zeit vom Rat der Stadt bestellt. Nach dem Übergang zu Württemberg wechselte die Amtsbezeichnung zum württembergischen Landvogteiphysikus, später zum Oberamtsarzt. Hier aufgelistet sind die Stadtärzte in reichsstädtischer Zeit.
- Lukas Scheltz (* um 1420; † um 1476), vormals württembergischer Leibarzt, Stadtarzt ab 1469
- Heinrich Marckart († 1491), Stadtarzt ca. 1476–1491
- Stefan Knab, Stadtarzt ca. 1491–1497
- Dr. Michel, Stadtarzt ca. 1497–1503
- Burkard von Horneck, Stadtarzt ca. 1503–1506
- Johann Ott († 1520), Stadtarzt ca. 1506–1520
- Johann Marckart, Stadtarzt 1520–1534, danach Leibarzt bei Herzog Heinrich von Sachsen
- Jörg Kraut († 1545), Stadtarzt 1534–1537
- Joachim Ranser († 1564), Stadtarzt 1537–1564
- Kaspar Spitzer († um 1582), Stadtarzt ca. 1564–1582
- Philipp Salatinus († 1582), Stadtarzt 1579–1582
- Jeremias Eisenmenger († 1625), Stadtarzt 1579–1625
- Kaspar Mayer, Stadtarzt 1582–1587
- Georg Pistorius, Stadtarzt ca. 1587–1589
- Bernhard Grock, Stadtarzt ca. 1587–1590
- Johann Jakob Haug (1567–1616), Stadtarzt 1593–1607, danach Professor der Medizin in Tübingen
- Johann David Mögling (ca. 1584–1634), Stadtarzt 1607–1612
- Johann Ulianus, Stadtarzt 1612–1631
- Johann Christoph Eisenmenger der Ältere (1592–1663), Stadtarzt 1626–1663
- Philipp Ludwig Reichert († 1626), Stadtarzt 1. Drittel des 17. Jahrhunderts
- Ferdinand Herscher († 1646), Stadtarzt 1631–1646
- Salomon Fischer, Stadtarzt 1647–1649
- Balthasar Gottfried Schwarz († 1667), Stadtarzt 1649–1667
- Johann Christoph Eisenmenger der Jüngere (1620–1670), Stadtarzt 1663–1670
- Balthasar Löschenbrand (1637–1675), Stadtarzt 1665–1675
- Johann Matthäus Faber (1626–1702), vormals Leibarzt der Herzöge von Württemberg-Neuenstadt, Stadtarzt 1670–1702
- Ludwig Mylius († ca. 1722), Stadtarzt 1675–1694, danach Ratsmitglied
- Johann Ferdinand Kalckbrenner, Stadtarzt 1694–1697, danach Ratsmitglied
- Georg Daniel Dillenius, Stadtarzt 1697–1700, danach kurpfälzischer Physikus des Stadt- und Landamts Alzey
- Georg Becht (1657–1702), Stadtarzt ca. 1680/90–1702
- Johann Örtel († 1719), Stadtarzt 1702–1719
- Johann Friedrich Seelig (1672–1721), Stadtarzt 1703–1721
- Jakob Wendel Simonius († 1728), Stadtarzt 1709–1728
- Dietrich Christoph Scharpff († 1735), Stadtarzt 1716–1735
- David Balthasar Lang († ca. 1731), Stadtarzt ca. 1718–1731
- Johann David Engel († 1735), Stadtarzt 1731–1735
- Johann Martin Reichart († 1759), Stadtarzt 1736–1759
- Johann Friedrich Braun († 1745), Stadtarzt 1736–1745
- Friedrich Wilhelm Klose, Stadtarzt 1737–1755, danach baden-durlachscher Leibarzt
- Johann Adam Löffler († 1764), Stadtarzt 1746–1764
- Georg Gottfried Reichart († 1792), Stadtarzt 1756–1792
- Christian Friedrich Gottlieb Weber (1727–1770), Stadtarzt 1760–1770
- Georg Burkhart Dietrich Scharpff (1724–1785), Stadtarzt 1764–1785
- Johann Heinrich Sailer († 1778), Stadtarzt 1768–1778
- Eberhard Gmelin (1751–1809), Stadtarzt 1778–1803
- Friedrich August Weber (1753–1806), Stadtarzt 1785–1806
- Christian Johann Klett (1770–1823), vormals Leibarzt der Grafen von Erbach, Stadtarzt 1801–1823

## Abgeordnete
Von 1815 bis 1918 dienten die württembergischen Oberämter auch als Wahlkreise für die Ständeversammlungen 1815 bis 1819, die Abgeordnetenkammer der Württembergischen Landstände und die drei verfassungrevidierenden bzw. -beratenden Landesversammlungen 1849 bis 1850. Die sieben „guten Städte“, darunter auch Heilbronn, stellten bis auf die Landesversammlungen 1849/1850 jeweils eigene Abgeordnete, so dass die Abgeordneten des Oberamts Heilbronn nur in diesen beiden Jahren auch die Stadt Heilbronn vertraten.
Die Abgeordneten der Stadt Heilbronn waren:
- 1815–1817: Georg Christian Franz Kübel
- 1819–0000: August Schreiber
- 1819–1820: Benjamin Friedrich Haakh
- 1821–1823: August Schreiber
- 1823–1828: Gottlieb Link
- 1830–1831: Friedrich Christoph Mayer
- 1833–1838: August Klett
- 1838–1848: Adolf von Goppelt
- 1848–1849: Wilhelm Seybold
- 1851–1863: Karl David Metz
- 1863–1865: Adolf von Goppelt
- 1866–1870: Karl Reibel
- 1870–1875: Friedrich Eduard Mayer
- 1875–1876: Friedrich von Rauch
- 1877–1884: Karl Wüst
- 1884–1888: Adolf Feyerabend
- 1889–1894: Georg Härle
- 1895–1914: Carl Betz
- 1915–1918: Peter Bruckmann

## Söhne und Töchter der Stadt
Diese Liste enthält bedeutende in Heilbronn geborene Persönlichkeiten nach Geburtsjahr chronologisch sortiert. Ob die Personen ihren späteren Wirkungskreis in Heilbronn hatten oder nicht, ist dabei unerheblich.

### Geburtsjahrgänge bis 1700
- Peter Ulrich (* um 1440; † 1513/14 in Pirna), Baumeister der Spätgotik
- Franz Renner (* vor 1450; † nach 1486), aus Heilbronn stammender, ab 1471 in Venedig belegter Drucker von Inkunabeln
- Gottfried Schenkel (* vor 1450; † 1493 in Heilbronn), Bürgermeister der Reichsstadt Heilbronn von 1471 bis 1493
- Johannes Santritter (* vor 1460, † nach 1498), Person des venezianischen Buchwesens
- Bernhart Lachaman der Jüngere († 1523), Glockengießer in Heilbronn
- Margarete Renner (* um 1475; † 1535), Person des Bauernkriegs
- Michael Vehe (* 1485 in Biberach; † April 1539 in Halle) Weihbischof und Herausgeber des ersten katholischen Gesangbuches mit Noten
- Philipp Erer (* um 1490; † 29. November 1562 in Schwäbisch Hall), Jurist
- Johann Lachmann (* 1491; † 1538/39 in Heilbronn), Reformator
- Erhard Schnepf (* 1495; † 1. November 1558 in Jena), Pfarrer, Reformator, Professor
- Jäcklein Rohrbach (* ca. 1495; † 20. oder 21. Mai 1525, hingerichtet bei Neckargartach), Böckinger Bauernführer im Bauernkrieg
- Johannes Vögelin (* vor 1500; † 1549 in Wien) war Professor für Mathematik und Astronomie
- Gregor von Nallingen (* um 1500; † 13. oder 14. April 1561 in Heilbronn), früher Stadtarchivar
- Sigismund Stier (* um 1500; † 1551), Fürstenerzieher, Jurist und Kanzler
- Johannes Fabri (* 1504; † 27. Februar 1558 in Augsburg), Dominikaner und Verfasser zahlreicher Schriften, die sich gegen die Reformation wandten
- Gregorius Kugler (* um 1505/10; † 11. Juni 1575 in Heilbronn), Stadtschreiber und Syndikus der Reichsstadt Heilbronn zur Zeit des Schmalkaldischen Krieges und des Augsburger Interims
- Israel Achatius (* um 1529; † 1581 in Worms), lutherischer Theologe und Reformator
- Philipp Orth (* 27. August 1534; † 5. März 1603), Unternehmer und Bürgermeister von Heilbronn
- Johann Georg Hüngerlin (* 15. April 1551; † 18. Dezember 1629 in Stuttgart), Professor der Theologie in Tübingen und Direktor des württembergischen Kirchenrats
- Philipp Orth, der Jüngere (* 16. Februar 1567; † 13. Januar 1622 in Heilbronn), Unternehmer und Bürgermeister von Heilbronn
- Johann Philipp Orth (* 28. Februar 1582; † 2. September 1635 in Heilbronn), Politiker, Bürgermeister von Heilbronn
- Sebastian Calw (* 18. März 1600; † 16. Mai 1673 in Heilbronn), Bürgermeister von Heilbronn
- Johann Bernhard Orth (* 31. August 1677; † 10. Oktober 1734 in Heilbronn), Bürgermeister von Heilbronn
- Georg Albrecht Stübner (* 20. März 1680; † 2. September 1723 in Bayreuth), Dichter, Pastor und Professor
- Georg Konrad Pancug (* 8. November 1686; † 1. März 1754 in Heilbronn), Advokat, städtischer Aktuar, Senator und Archivar
- Georg Heinrich Orth (* 17. Februar 1698; † 2. Januar 1769), Bürgermeister von Heilbronn
- Georg Friedrich Schmahl (* 15. November 1700; † 26. August 1773 in Ulm), Orgelbauer

### Geburtsjahrgänge von 1701 bis 1800
- Franz Leonhard Roth (* 3. November 1706; † 15. März 1769 in Heilbronn), Jurist und Bürgermeister Heilbronns von 1766 bis 1769
- Johann Christian Storr (* 3. Juni 1712; † 8. Mai 1773 in Stuttgart), evangelischer Theologe
- Eberhard Friedrich von Gemmingen (* 5. November 1726; † 19. Januar 1791), Schriftsteller, Komponist und Politiker
- Leonhard Balthasar Schmahl (* 7. Januar 1729; beerdigt 12. März 1779 in Zittau), Orgelbauer
- Johann Rudolf Schlegel (* 15. Oktober 1729; † 1790), Rektor des Heilbronner Gymnasiums von 1760 bis 1790
- Heinrich Karl Philibert Orth (* 31. März 1733; † 21. August 1795 in Heilbronn), Bürgermeister von Heilbronn
- Georg August Heinrich von Kinckel (* 5. Juni 1741; † 21. November 1827 in Nürnberg), königlich-bayerischer Kämmerer und Generalleutnant
- Heinrich August von Kinckel (* 14. August 1747; † 10. November 1821 in Mannheim), niederländischer Marineoffizier und Diplomat
- George Nikolaus Ritter (* 1748; † 14. Juli 1809 in Amsterdam), in Amsterdam wirkender Miniaturmaler
- Heinrich Friedrich Füger (* 8. Dezember 1751; † 5. November 1818 in Wien), Maler
- Otto Heinrich von Gemmingen-Hornberg (* November 1755; † 3. März 1836 in Heidelberg), Schriftsteller der Aufklärung
- Christoph Friedrich Brand (* 28. Februar 1757; † 2. April 1830), Gold- und Silberschmied
- Carl Lang (* 27. Oktober 1766; † 16. Mai 1822 auf Schloss Wackerbarth), Schriftsteller, Pädagoge und Kupferstecher
- August Schreiber (* 15. August 1768; † 15. Dezember 1847), Kaufmann in Heilbronn und Politiker
- Lisette Kornacher (* 4. November 1773, † 13. Mai 1858), mögliche Käthchen-Vorlage
- Charlotte Elisabethe Zobel (* 29. September 1774; † 15. Januar 1806), mögliche Käthchen-Vorlage
- Johann August Bruckmann (* 29. Februar 1776; † 25. April 1835 in Ulm), Architekt, Geologe, Landbaumeister und Wasserbauingenieur
- Georg Christian Kessler (* 30. März 1787; † 16. Dezember 1842 in Stuttgart), Gründer der ersten deutschen Sektkellerei in Esslingen am Neckar
- Gustav Schübler (* 15. August 1787; † 8. September 1834 in Tübingen), Naturwissenschaftler.
- Gustav von Berlichingen (* 15. Juni 1792; † 31. Dezember 1869 in Jagsthausen), Rittergutsbesitzer, Landtagsabgeordneter
- Franz Andreas Mauser (* 1. August 1792 in Sontheim; † 23. Juni 1861 in Oberndorf), Büchsenmacher, begründete die Waffenfabrikantenfamilie Mauser
- Moriz von Rauch (Papierfabrikant) (* 1. März 1794; † 1. Februar 1849 in Heilbronn), Papierfabrikant
- Valentin von Schübler (* 11. September 1794; † 15. Mai 1862 in Stuttgart), württembergischer Bergrat und Münzwardein
- Bernhard Nickel (* 17. November 1794; † 11. Juni 1879 in Heilbronn), Förster und Politiker
- Adolf von Rauch (* 22. April 1798; † 12. Dezember 1882 in Heilbronn), Papierfabrikant
- Gustav Schaeuffelen (* 21. Juli 1798; † 1848 in Heilbronn), Papierfabrikant
- Johann Jakob Widmann (* 30. Januar 1799 in Heilbronn; † 1876 in den USA), Begründer der deutschen Papiermaschinenindustrie
- Heinrich August Kübel (* 5. Februar 1799; † 9. November 1855 in Kirchheim unter Teck), Politiker
- Adolf Goppelt (* 2. Januar 1800; † 12. Oktober 1875 in Heilbronn), Kaufmann, Reichstags- und Landtagsabgeordneter

### Geburtsjahrgänge von 1801 bis 1850

#### 1801 bis 1810
- Carl Eulenstein (* 27. Dezember 1802; † 15. Januar 1890 in Celje), Maultrommel-Virtuose
- Albert Zeller (* 6. November 1804; † 23. Dezember 1877 in Winnenden) war Obermedizinalrat und erster Direktor der Heilanstalt Winnental, Ehrenbürger der Stadt Winnenden
- Wilhelm Waiblinger (* 21. November 1804; † 17. Januar 1830 in Rom), Dichter und Schriftsteller
- Theodor Rausche (* 25. Juli 1807; † 12. Oktober 1849 in Stuttgart), in Heilbronn tätiger Kupfer- und Stahlstecher
- Carl Künzel (* 24. April 1808; † 3. Februar 1877 in Heilbronn), Autographensammler
- Friedrich Eduard Mayer (* 27. April 1809; † 2. April 1875 ebenda), Metallwarengroßhändler, Landtags- und Reichstagsmitglied
- Eduard Eyth (* 2. Juli 1809; † 28. April 1884 in Neu-Ulm), Philologe, Dichter und Übersetzer
- Gottlieb Jonathan Winter (* 30. Mai 1810; † 9. Januar 1886 in Freiburg im Breisgau), Jurist und Politiker
- Gustav Mayer (* 22. August 1810; † 7. August 1852 in St. Louis), Apotheker und Revolutionär 1848/49

#### 1811 bis 1820
- German von Bohn (* 25. Februar 1812; † 23. Januar 1899), Historienmaler
- Karl Gustav Rümelin (* 19. Mai 1814; † 16. Januar 1896 in Cincinnati), deutscher und US-amerikanischer Politiker, Farmer, Schriftsteller und Kaufmann
- Emil Orth (* 17. Oktober 1814; † 23. April 1876 in Heilbronn), Kunstmaler, Porträtmaler, Lithograf und Fotograf
- Julius Robert von Mayer (* 25. November 1814; † 20. März 1878 in Heilbronn), Arzt und Physiker, Entdecker des Gesetzes von der Erhaltung der Energie
- Adolf Haakh (* 8. April 1815; † 2. März 1881 in Stuttgart), klassischer Philologe, Altertumsforscher und Kurator
- Ernst Renz (* 18. Mai 1815; † 3. April 1892 in Berlin), Zirkusdirektor und Artist
- Julie Eyth (* 17. Januar 1816; † 12. April 1904 in Neu-Ulm), Schriftstellerin
- Theodor von Landauer (* 11. Juni 1816; † 1. August 1894 in Stuttgart), Architekt und Oberbaurat bei der württembergischen Domänendirektion
- Moriz von Gemmingen (* 8. April 1817; † 17. April 1883 in Ulm), Landgerichtspräsident in Ulm
- Louis Hentges (* 6. September 1818; † 9. November 1891) war Gastwirt und Bierbrauer aus Heilbronn, 1848/49 Mitglied der Frankfurter Nationalversammlung
- Carl Heinrich Pfänder (* 15. Februar 1819; † 11. März 1876 in London), Revolutionär im Umfeld von Karl Marx und Friedrich Engels, Vorfahr von Victoria Beckham
- Gottlob Friedrich Bernhard von Schippert (* 14. Oktober 1820, † 5. Oktober 1893 in Ellwangen (Jagst)), württembergischer Oberamtmann

#### 1821 bis 1830
- Ludwig Pfau (* 25. August 1821; † 12. April 1894 in Stuttgart), Revolutionär, Schriftsteller und Publizist, Herausgeber der Satirezeitschrift Der Eulenspiegel
- Georg Härle (* 31. Oktober 1821; † 26. Juli 1894 in Heilbronn), Kaufmann und Politiker (VP), Mitglied des Heilbronner Gemeinderats, Landtags- und Reichstagsabgeordneter
- Albert Güldenstein (* 3. Januar 1822 in Sontheim; † 25. Mai 1891 in Stuttgart), Bildhauer
- Johann Friedrich Ramm (* 17. August 1822 in Horkheim; † 25. Dezember 1888 in Stuttgart), württembergischer Landwirt und Politiker
- Friedrich von Rauch (* 20. Oktober 1823; † 11. August 1890 auf dem Kohlhof bei Heidelberg), Fabrikant, Handelskammervorsitzender und Abgeordneter
- Carl Wilhelm Christian von Doderer (2. Januar 1825, † 13. Mai 1900 in Wien), in Österreich-Ungarn tätiger Architekt und Professor
- Adolf Cluss (* 14. Juli 1825; † 24. Juli 1905 in Washington, D.C.), Architekt, Erbauer vieler öffentlicher Gebäude in Washington
- Wilhelm Pfänder (* 6. Juli 1826; † 11. August 1905 in New Ulm, Minnesota), deutsch-US-amerikanischer Politiker und Turnvater
- Martin Haag (* 11. November 1826; † 7. Mai 1899 in Heilbronn), Weingärtner und Mitglied des Deutschen Reichstags

#### 1831 bis 1840
- Henriette Faißt (* 9. März 1831; † 30. Juli 1902 in Heilbronn), Förderin des Heilbronner Musiklebens
- Karl Renner (* 13. Mai 1833; † 22. September 1913 in Heilbronn), Kaufmann und Vorsitzender des württembergischen Landesfeuerwehrverbands
- Hermann Rudolf Gauss (* 19. März 1835; † 5. Juli 1868 in Basel), Schweizer Architekt
- Hermann Niethammer (* 8. August 1835; † 20. Februar 1876 in Stuttgart), Rechtsanwalt und Politiker (VP)
- Karl Mayer (* 4. Dezember 1835; † 8. Juli 1918 in Heilbronn), Gutsverwalter, Agrarfunktionär und Politiker (DP)
- Gustav Hauck (* 23. August 1837; † 7. Oktober 1911 in Heilbronn), Zigarrenfabrikant, Präsident der Handelskammer Heilbronn, Gemeinderat
- Gustav von Schmoller (* 24. Juni 1838; † 27. Juni 1917 in Bad Harzburg), Nationalökonom
- Paul Sauter (* 22. Juli 1840; † 14. Februar 1908 in Kesmark), Buchdrucker und Verleger

#### 1841 bis 1850
- Adolf Feyerabend (* 12. Mai 1842; † 14. März 1891 in Konstanz), Papierfabrikant und Landtagsabgeordneter
- Carl Heinrich Eduard Knorr (* 27. Juni 1843; † 8. Mai 1921 in Heilbronn), Fabrikant
- Hugo Heermann (* 3. März 1844; † 6. November 1935 in Meran), Violinist
- Karl Ludwig Gayde (* 31. Oktober 1844; † 6. Oktober 1928 in Bad Kissingen), Ehrenbürger von Bad Kissingen
- Gustav Adolf Pfleiderer (* 17. Februar 1845; † 23. Mai 1896 in Tübingen), Holzhändler und Unternehmensgründer
- Theodor Sandel (* 2. Oktober 1845; † im Juli 1902 in Jerusalem), Architekt und Vermessungsingenieur
- Guido Hauck (* 26. Dezember 1845; † 25. Januar 1905 in Berlin-Charlottenburg), geheimer Regierungsrat und Professor für Mathematik
- Wilhelm Maybach (* 9. Februar 1846; † 29. Dezember 1929 in Stuttgart), Ingenieur und Autopionier
- Alfred Knorr (* 28. November 1846; † 28. Mai 1895 in Heilbronn), Fabrikant
- Gustav Kittler (* 5. September 1849; † 9. Juni 1929 in Heilbronn), erster SPD-Gemeinderat in ganz Württemberg
- Alfred Schliz (* 18. September 1849; † 22. Juni 1915 in Heilbronn), Arzt und Frühgeschichtsforscher, Entdecker der Großgartacher Kultur
- Peter Bruckmann (* 13. August 1850; † 24. Dezember 1925 in Solln bei München), Bildhauer

### Geburtsjahrgänge von 1851 bis 1900

#### 1851 bis 1860
- Hugo von Rümelin (* 2. August 1851; † 13. Juni 1932), Bankier, Landtagsabgeordneter
- Wilhelm Haag (* 28. August 1851; † 27. Mai 1926 in Heilbronn), Weingärtner und Politiker
- Carl Betz (* 3. Oktober 1852; † 13. Dezember 1914), Kaufmann und Mitglied des Landtags
- Viktor von Sprösser (* 15. Januar 1853; † 26. Dezember 1925), württembergischer Generalleutnant
- Karl Schäuffelen (* 8. Juni 1853; † 24. Dezember 1917), Unternehmer, Papierfabrikant
- Paul Hug (* 24. Juni 1857; † 10. Februar 1934 in München), Politiker (SPD)
- Gustav Fuchs (* 27. Juni 1857; † 9. März 1929 in Danzig), Zeitungsverleger und Senator im Danziger Magistrat
- Berta Wilhelmi (* 15. Mai 1858; † 29. Juli 1934 in Granada, Spanien), deutsch-spanische Pädagogin, Geschäftsfrau und Philanthropin
- Alfred Haakh (* 2. Juni 1858; † 28. Juni 1946 in Ulm), Oberamtmann
- Friedrich Stolz (* 6. April 1860; † 2. April 1936 in Frankfurt-Höchst), Chemiker, erfand 1897 einen Vorgänger des Aspirins
- Emil Kreß (* 29. September 1860; † 24. März 1922), Reichsgerichtsrat
- Ernst Bader (* 14. November 1860 in Horkheim; † 6. Oktober 1915 in Heilbronn), Kunstmaler und Königlich Württembergischer Hofdekorationsmaler

#### 1861 bis 1870
- Karl Hartmann (* 15. Juli 1861; † 21. Juli 1927 in München), Maler und Baumeister
- Otto Rauth (* 17. Mai 1862; † 21. Dezember 1922 in Hannover), Maler
- Adolf Cluss (* 6. Juni 1862; † 22. Dezember 1930 in Wien), Agrarchemiker
- Hugo Faißt (* 16. Oktober 1862; † 29. Juli 1914 in Stuttgart), Rechtsanwalt und Begründer des Hugo-Wolf-Vereins in Stuttgart
- Ernst Baier (* 10. August 1863; † 5. Oktober 1948 in Künzelsau), Verwaltungsjurist
- Karl von Stieler (* 12. März 1864; † 16. Februar 1960 in Berlin), Verwaltungsjurist und Ministerialbeamter
- August Klett (* 1864 oder 1866; † 1928 in Weinsberg), Art-brut-Künstler
- Gustav Braunbeck (* 6. Juni 1866 in Neckargartach; † 29. April 1928 in Heilbronn), Sportler, Verleger, Sachbuchautor und Herausgeber
- Eugen Salzer (* 17. September 1866; † 2. April 1938 in Heilbronn), Verleger, gründete 1891 den Eugen-Salzer-Verlag
- Gustav E. Lang (* 19. November 1866; † 3. November 1951 in Korntal), Historiker
- Emil Högg (* 5. Juli 1867; † 27. Dezember 1954 in Dresden), Architekt und Kunsthandwerker
- Franz Meffert (* 10. April 1868; † 25. April 1944 in Mönchengladbach), katholischer Theologe
- Hermann Strauß (* 28. April 1868; † 17. Oktober 1944 im KZ Theresienstadt), Internist am jüdischen Krankenhaus in Berlin
- Richard Dinkelmann (* 4. November 1868; † 5. März 1942 in Überlingen), Militärberater in China
- Moriz von Rauch (* 21. Dezember 1868; † 17. Juli 1928), Historiker und Archivar
- Otto Schopf (* 2. Juli 1870; † 25. Januar 1913 in Saint-Louis, Elsass), Theologe des Bundes Freier evangelischer Gemeinden
- Karl Gimmi (* 13. Oktober 1870; † 1955 oder 1960), Bildhauer

#### 1871 bis 1880
- Ernst Wilhelm Flammer (* 18. Dezember 1872; † 28. Februar 1940), Seifenfabrikant
- Hermann Fauser (* 1874; † 1947 in Tegernsee), Designer und Bildhauer
- Wilhelm Herold (* 1. Juni 1874; † 23. Mai 1945 in Heilbronn), Küfer und Winzer
- Siegfried Gumbel (* 22. September 1874; † 27. Januar 1942 im KZ Dachau), Rechtsanwalt, Gemeinderatsmitglied (DDP), nach 1933 Leiter des Israelitischen Oberrats für Württemberg in Stuttgart
- Alexander Baumann (* 15. Mai 1875; † 23. März 1928 in Stuttgart)
- Leopold Rosenthaler (* 21. Juni 1875; † 6. Juli 1962 in Bern), deutsch-schweizerischer Apotheker
- Robert Held (* 2. Oktober 1875; † 19. Januar 1938 in Stuttgart) Jurist, Präsident des württembergischen Verwaltungsgerichtshofs
- Karl Gmelich (* 10. Dezember 1875; † 27. August 1955 in Göppingen), Zeichenlehrer
- Gustav Keppeler (* 27. Februar 1876; † 21. August 1952 in Hannover), Hochschullehrer
- Reinhold Köstlin (* 11. Oktober 1876; † 1. Juni 1967 im Gschwender Ortsteil Schlechtbach), Schauspieler
- Carl Bauer (* 29. November 1876; † Oktober 1947 in Riedlingen), Verwaltungsjurist
- Karl Hagenmeyer (* 1. August 1877; † 12. Februar 1947 in Stuttgart), Architekt und Baurat
- Adolf Pfleiderer (* 10. September 1877; † 20. September 1957 in Großpertholz), Unternehmer
- Hermann Steidle (* 14. April 1878; † 23. Januar 1962 in Stuttgart), Jurist
- Albert Oeser (* 16. April 1878; † 2. Oktober 1959 in Frankfurt am Main), Wirtschaftsjournalist
- Theodor Demmler (* 13. Januar 1879; † 21. Juli 1944 in Berlin), Kunsthistoriker
- Hermann Schneider (* 15. April 1879; † 19. Mai 1955 in Heilbronn), Weingärtner und Landtagsabgeordneter
- Heinrich Haag (* 20. Mai 1879; † 4. Februar 1947 in Eberstadt), Landwirt und Politiker (DNVP; BuWB)
- Peter Emil Recher (* 29. Juni 1879; † 26. Mai 1948 in Urfeld), Lithograph und Maler
- Bodo von Trott zu Solz (* 7. Oktober 1879; † 23. Mai 1934 in Kassel), Verwaltungsjurist

#### 1881 bis 1890
- Ludwig Essinger (* 9. Januar 1881; † 5. April 1942), Arzt
- Karl Lempp (* 21. Januar 1881; † 31. Juli 1960) Arzt, Obermedizinalrat
- Eberhard von Gemmingen (* 9. Dezember 1883; † 23. August 1952 in Heidelberg), württembergischer Rittmeister
- Albert Hammel (* 28. März 1883; † 24. Dezember 1958), Maler und Grafiker
- Anna Barth-Blendinger (* 13. März 1884; † 1971), Begründerin der Erlanger Hauswirtschaftsschule und des Erlanger Hausfrauenbundes
- Paul Thalheimer (* 25. Mai 1884; † 22. Dezember 1948 in Schrobenhausen), Kirchenmaler
- Rudolf Kraemer (* 6. Dezember 1885; † 30. Juli 1945), Gründer des Württembergischen Blindenvereins
- Dagobert Moericke (* 31. Dezember 1885; † 14. Januar 1961 in Karlsruhe), Jurist und Politiker
- Hellmuth Hirth (* 24. April 1886; † 1. Juli 1938 in Karlsbad), Flugpionier, Flugzeug- und Luftschiffkonstrukteur
- Karl Otto Horch (* 20. März 1887; † 12. Februar 1965 in Faurndau), Pädagoge und Schriftsteller
- Albert Schober (* 2. Mai 1887; † ?), Karossier und Gründer der Karosseriefabrik Schober in Böckingen
- Paul Burger (* 20. August 1887; † 11. August 1947 in Trossingen), Politiker, Landtagsabgeordneter
- Otto Fink (* 11. Oktober 1887; † 8. Januar 1973), von 1946 bis 1951 Bürgermeister von Tuttlingen
- Hans Christoph Schöll (* 21. März 1888; † 15. August 1958 in Heidelberg), Antiquar, Schriftsteller und Volkskundler
- Wilhelm Pfeiffer (* 6. Mai 1888; † 10. August 1939), Geologe
- Rudolf Sperling (* 29. Juli 1888; † 4. September 1914 in Saint-Dié-des-Vosges), Kaufmann, Besitzer des Sperlingschen Gartens, heute Seniorengarten Heilbronn
- Ernestine von Trott zu Solz (* 4. April 1889; † 24. April 1982 in Asendorf), Diakonisse, Begründerin der therapeutischen Lebens- und Wohngemeinschaft Asendorf
- Fritz Geißler (* 2. Mai 1889; † 26. Juli 1971 in Neuenbürg), Jurist und Politiker
- Alexander Knorr (* 6. Mai 1889; † 24. Januar 1978), Unternehmer
- Wilhelm Friedle (* 7. November 1889; † 20. Mai 1935 in Aue), Betriebsdirektor des Werks Sindelfingen der Daimler-Benz AG, brachte das Fließband nach Deutschland
- Hermann Rombach (* 20. Januar 1890 in Böckingen; † 1970 in Bietigheim-Bissingen), Maler und Zeichner
- Otto Krauß (* 5. April 1890; † 16. November 1966), Regisseur und Theaterintendant
- Hedwig Pfizenmayer (* 5. Juli 1890; † 24. August 1967 in Bebenhausen), Zeichnerin und Malerin
- Otto Böhm (* 11. Juli 1890; † 23. Dezember 1964 in Klingenmünster), SS-Hauptscharführer und Rapportführer im KZ Sachsenhausen

#### 1891 bis 1900
- Wilhelm Schäffer (* 19. Februar 1891 in Neckargartach; † 22. Dezember 1976 in Heilbronn), bildender Künstler
- Paul Götz (* 20. Mai 1891; † 29. August 1954 in Chur), deutsch-schweizerischer Geophysiker, Meteorologe und Astronom
- Siegfried Aram (* 28. Mai 1891; † 1978 in New York), Jurist, Kulturpolitiker, Kunstsammler und Kunsthändler
- Alfred Hummel (* 7. September 1891; † 8. April 1973 in Aachen), Bauingenieur
- Lothar Christmann (* 16. September 1891; † 8. Juli 1971 in Stuttgart), Verwaltungsjurist
- Hans Finsler (* 7. Dezember 1891; † 3. April 1972 in Zürich), Schweizer Fotograf und Lehrer an der Kunstgewerbeschule Zürich
- Hans Fuchs (* 6. Februar 1892; † 1945), Verleger der Danziger Neueste Nachrichten
- Robert Carle (* 11. März 1892 in Böckingen; † 27. April 1952 in Weinsberg), Maler, Modelleur, Bildhauer und Medailleur
- Frida Schuhmacher (* 22. April 1892; † 23. August 1964 in Heilbronn), Schriftstellerin
- Kurt May (* 25. April 1892; † 23. Februar 1959 in Frankfurt am Main), Germanist
- Georg Pfleiderer (* 10. Mai 1892; † 14. Dezember 1973 in Neumarkt in der Oberpfalz), Architekt
- Gustav Oertle (* 9. Juli 1892; † 31. August 1986 in Backnang), Paläontologe
- Richard Drauz (* 2. April 1894; † 4. Dezember 1946 in Landsberg am Lech, hingerichtet als Kriegsverbrecher), NSDAP-Kreisleiter Heilbronns
- Paul Finsler (* 11. April 1894; † 29. April 1970 in Zürich), Mathematiker
- Walter Buhle (* 26. Oktober 1894; † 28. Dezember 1959 in Stuttgart), General der Infanterie und Chef des Heereswaffenamtes im Zweiten Weltkrieg
- Otto Vollmer (* 1. November 1894 in Neckargartach; † 6. Mai 1978 in Kempten (Allgäu)), Gewerkschafter und Politiker (SPD, USPD, KPD), Mitglied des württembergischen Landtags
- Hermann Bohnacker (* 24. November 1895; † 28. März 1979 in Altshausen), NS-Richter im besetzten Polen
- Els Daniel-Stroh (* 26. Dezember 1895; † 11. März 1990 in Balingen), Autorin
- Karl Mogler (* 3. Mai 1896; † 29. Dezember 1990 in Heilbronn), Architekt
- Otto Gönnenwein (* 16. Mai 1896; † 9. Januar 1963 in Heidelberg), Jurist, Hochschullehrer und Politiker (FDP/DVP), Oberbürgermeister von Schwenningen, Landtagsabgeordneter
- Dietrich Bruckmann (* 16. Juli 1896; † 21. November 1967), Inhaber der Silberwarenfabrik Brachmann
- Karl Georg Kuhn (* 25. Juli 1897; † 9. November 1923 in München), Kellner und Todesopfer des Hitlerputsches
- Wilhelm Rieth (* 9. August 1897; † 23. November 1987), Kaufmann und Modellbauer
- Walter Kreiser (* 10. Februar 1898; † 1958 in Maringá), Flugzeugkonstrukteur und Journalist
- Alfred Pielenz (* 5. September 1898; † 12. Juli 1989), Eigentümer und Geschäftsführer des Herstellers von Näh- und Stickgarnen Amann & Söhne
- Hermann Reischle (* 22. September 1898; † 25. Dezember 1983 in Rengsdorf), Politiker (NSDAP), SS-Führer und Volkswirt
- Fritz Landauer (* 23. September 1898; † 10. Mai 1977), Spirituosen-Fabrikant
- Richard Winkler (* 24. Oktober 1898, † 6. Januar 1972 in Rengsdorf), langjähriger Seniorchef und persönlich haftender Gesellschafter des Unternehmens Winkler+Dünnebier
- Elise Heß (* 9. Dezember 1898 in Biberach; † 9. Mai 1987 in Gundelsheim), Hebamme und Sozialdemokratin, tätig im Widerstand gegen die Nationalsozialisten
- Carolus Vocke (* 23. Juni 1899; † 6. Januar 1979 in Mannheim), Maler, Grafiker und Restaurator
- Hermann Brellochs (* 22. Juli 1899; † 1979 in Stuttgart), Bildhauer
- Ernst Lauffer (* 4. April 1900; † 19. Juni 1999), Landrat
- Karl Kern (* 18. Mai 1900 in Kirchhausen; † 14. Oktober 1974 in Heilbronn) Politiker, Bundestagsabgeordneter

### Geburtsjahrgänge von 1901 bis 1950

#### 1901 bis 1910
- August O. F. Mayer (* 1. Juni 1901; † 19. März 1972 in Brackenheim), Maler
- Walter Müller (* 11. Juli 1901; † 27. Juni 1933 in Fellbach), Röntgenologe, Nationalsozialist und SS-Mitglied
- Walter Albert Bauer (* 6. November 1901; † 1. November 1968 in Fulda), Unternehmer und Industrieller
- Heinrich Löffelhardt (* 24. Dezember 1901; † 22. Mai 1979 in Stuttgart), Porzellan-Gestalter
- Karl Kämpf (* 17. Februar 1902; † 2. März 1987 in Fallingbostel), Maler und Grafiker
- Karl Raaf (* 25. Juni 1902; † 11. Februar 1980 in Laupheim) Politiker (SPD)
- Emil Gerlach (* 14. Juli 1902; † 28. August 1979 in Obersulm), Schriftsetzer, Kaufmann und Politiker (SPD)
- Werner Altpeter (* 8. August 1902; † 1985 in Frankfurt am Main), Lebensreformer
- Eugen Biehler (* 18. November 1902 in Böckingen; † 5. Mai 1942 im KZ Ravensbrück), Widerstandskämpfer der NS-Zeit
- Werner Plappert (* 19. März 1903; † zwischen 1970 und 1974 im Bodensee bei Überlingen), Jurist, Zigarrenfabrikant und Oberbürgermeister von Heidenheim
- Ernst Fuchs (* 11. Juni 1903; † 15. Januar 1983 in Langenau), Theologe
- Maximilian Rott, eigentlich Hermann Schneider (* 19. Juli 1903; † 15. April 1957 in München), Kaufmann und Schriftsteller
- Fritz Büttner (* 1. November 1903; † 14. Juli 1991 in Reutlingen), Verwaltungsjurist
- Victoria Wolff (* 10. Dezember 1903; † 16. September 1992 in Los Angeles), Schriftstellerin
- Arthur Reis (* 25. März 1904; † 1994 in Israel), Architekt landwirtschaftlicher Kooperativen, Autor
- Otto Rombach (* 22. Juli 1904; † 19. Mai 1984 in Bietigheim-Bissingen), Schriftsteller
- Erwin Rosenthal (* 18. September 1904; † 5. Juni 1991 in Cambridge), Orientalist
- Hans Cramer (* 23. September 1904; † 15. April 1945 in Grunow bei Frankfurt an der Oder), SA-Führer
- Karl Schefold (* 26. Januar 1905; † 16. April 1999 in Basel), Archäologe
- Will Schaber (* 1. Mai 1905; † 5. Juli 1996 in New York), deutschsprachiger Journalist und Publizist
- Karl Friedrich Schneider (* 4. August 1905; † 26. Juni 1998 in Riehen), Schweizer Geigenbauer und Pionier des Gitarrenbaus
- Otto Kirchheimer (* 11. November 1905; † 22. November 1965 in Washington, D.C.), Soziologe und Politikwissenschaftler
- Fritz Springer (* 9. Januar 1906; † 6. Juli 1981), Weinbautechniker und Heimatdichter in Talheim
- Otto Haag (* 7. Juni 1906; † 31. August 1991 in Heilbronn), Weingärtner und Politiker
- Oskar Herrmann (* 12. September 1906; † 19. Mai 1999), Goldwarenfabrikant und Sportschützen-Funktionär
- Erna Zarges-Dürr (* 15. Juli 1907; † 4. Juli 2002 in Murnau), Gold- und Silberschmiedin
- Walter Frentz (* 21. August 1907; † 6. Juli 2004 in Überlingen), Fotograf und Kameramann u. a. für Leni Riefenstahl und in Hitlers Hauptquartieren
- Rio Gebhardt (* 1. November 1907; † 24. Juni 1944), Dirigent und Komponist
- Fritz Dähn (* 26. Januar 1908; † 16. September 1980 in Heilbronn), Maler
- Georg Schwarzenberger (* 20. Mai 1908; † 20. September 1991 in Harpenden), deutsch-britischer Völkerrechtler
- Maria Fitzen-Wohnsiedler (* 31. Juli 1908; † 1989 in Vico Equense), Künstlerin
- Erich Gumbel (* 7. August 1908; † 13. November 1994 in Jerusalem), deutsch-israelischer Psychoanalytiker
- Wolfgang Franke (* 8. August 1908; † 26. Mai 1982 in Neuenbürg), Maler, Zeichner Medailleur und Plastiker
- Hellmut Riegraf (* 4. Februar 1909; † 30. April 1988 in Heilbronn), Geograph und Widerstandskämpfer
- Hans Kinkel (* 15. April 1909; † 20. August 1991), Dichterarzt
- Horst von Rom (* 11. Mai 1909; † 23. Dezember 1991 in Madrid), deutscher Botschafter
- Erwin Schopper (* 26. Juni 1909; † 29. Juni 2009 in Bad Soden am Taunus), deutscher Physiker
- Erwin Sick (* 3. November 1909; † 3. Dezember 1988), Erfinder und Unternehmer

#### 1911 bis 1920
- Karl Nägele (* 15. Januar 1911; † 26. September 1979 in Heidelberg), Jurist
- Helmuth Flammer (* 15. Oktober 1911; † 15. November 1980 in Mainz), Chemiker und Kirchenmann, 1978 bis 1980 Präsident der Synode der Evangelischen Landeskirche in Württemberg
- Willi Herr (* 2. März 1912; † 28. Februar 1970 in Berlin), Kommunist, SED-Funktionär
- Herbert Pfleiderer (* 16. März 1912; † 9. Dezember 1982), Unternehmer
- Wolfgang Lotz (* 19. April 1912; † 24. Oktober 1981 in Rom), Kunsthistoriker
- Edna Greyff (* 20. Mai 1912; † 29. Mai 1992 im Orange County, Kalifornien), Schauspielerin
- Erwin Fuchs (* 22. Mai 1914 in Böckingen; † 20. Juni 2006), Stadtrat und Bürgermeister in Heilbronn
- Conrad Heuss (* 27. Mai 1914; † 24. März 1945 in Langfuhr bei Danzig), Regimentskommandeur, Ritterkreuzträger und Neffe von Theodor Heuss
- Rolf Palm (* 9. September 1914; † 19. Dezember 1996), Textileinzelhändler und Vizepräsident der IHK Heilbronn-Franken
- Fritz Wagner (* 19. März 1915; † 19. Januar 1982), Schauspieler und Hörspielsprecher
- Paul J. Scheuer (* 25. Mai 1915; † 12. Januar 2003 auf Hawaii), Chemiker und Hochschullehrer
- Friedrich Löchner (* 12. September 1915 in Böckingen; † 18. Februar 2013 in Hohentengen), Pädagoge, Dichter, Autor und Schachspieler
- Wilhelm Hofmann (* 24. Januar 1917; † 15. August 1995 in Heilbronn), Lehrer und Politiker
- Liselotte Jünger (* 20. Mai 1917; † 31. August 2010 in Überlingen), Germanistin, Historikerin und Lektorin, Ehefrau von Ernst Jünger
- Eva Landauer (* 9. Oktober 1917; † 14. Februar 2004), Psychoanalytikerin
- Erich Klemm (* 17. August 1918; † 29. April 2012), Maler und Grafiker
- Renate Zilker (* 4. August 1918; † 25. Januar 1989 in Ravensburg), Gründerin der Lebenshilfe Ravensburg
- Gerhart Brenner (* 4. September 1918; † 22. Juni 2006), Unternehmer, Vorsitzender des Verkehrsvereins, Träger des Bundesverdienstkreuzes
- Hans Wilhelm (* 14. Juni 1919; † 12. Januar 1994 in Bad Rappenau), Chemiker
- Helmut Jedele (* 31. Oktober 1920; † 26. April 2012), Filmproduzent und Präsident der Hochschule für Fernsehen und Film in München
- Lothar Kern (* 14. Dezember 1920; † 11. September 1996 in Oberbayern), Schauspieler

#### 1921 bis 1930
- Joseph Asher (* 7. Januar 1921; † 29. Mai 1990), deutsch-amerikanischer Rabbiner
- Gerhard Pfleiderer (* 20. Februar 1921; † 13. Januar 2008), Biochemiker
- Karl Dietrich Adam (* 14. März 1921; 14. März 2012), Paläontologe
- Elisabeth Grünenwald (* 20. Juni 1921; † 17. November 2018 in Oettingen), Kunsthistorikerin und Archivarin
- Ezra Ben Gershom (* 22. Februar 1922; † 2006), Arzt und Autor, schrieb unter dem Pseudonym Joel König ein später verfilmtes Buch
- Herbert Asmodi (* 30. März 1923; † 3. März 2007 in München), Dramatiker, Drehbuchautor
- Richard Altvater (* 7. April 1923; † 27. Februar 2001 in Nürnberg), Bauunternehmer und Sportfunktionär
- Erhard Lazi (* 12. April 1923; † 23. Oktober 1997 in Balingen), Jurist und Kommunalpolitiker
- Alfred Finkbeiner (* 7. Mai 1923; † 30. April 1992), Pädagoge und Sportfunktionär
- Ulrich Fick (* 13. Dezember 1923; † 11. April 2019), Theologe und Publizist
- Kurt Rebmann (* 30. Mai 1924; † 21. April 2005 in Stuttgart), Generalbundesanwalt beim Bundesgerichtshof 1977–1990
- Ingeborg Pilgram-Brückner (* 2. Juli 1924; † 2. Juni 2013), Journalistin und Schriftstellerin
- Manfred Tripps (* 9. September 1925 in Böckingen; † 7. November 2010), Kunsthistoriker und Lokalpolitiker (CDU)
- Trudel Wulle (* 10. Oktober 1925; † 15. November 2021 in Wildberg), schwäbische Volksschauspielerin
- Walter Dörr (* 3. November 1925; † 15. Juni 2013), Elektrotechniker, Hochschullehrer und Kommunalpolitiker, von 1977 bis 1989 Rektor der Fachhochschule Heilbronn
- Klaus Hahn (* 4. Dezember 1925; † 10. Juli 2019 in Lacanau/Frankreich), Ruderer
- Walter Marx (* 27. Februar 1926; † 13. August 2013 in New York City), jüdischer Partisan und Überlebender des Holocaust
- Gideon Bachmann (* 18. Februar 1927; † 24. November 2016), Publizist
- Werner Wollenberger (* 6. Juni 1927; † 17. Oktober 1982 in Zürich), schweizerischer Publizist und Autor
- Klaus Hornung (* 26. Juni 1927; † 13. Dezember 2017), Politikwissenschaftler und Träger des Bundesverdienstkreuzes
- Gerhard Rheinheimer (* 10. Juli 1927; † 2. Mai 2015 in Altenholz), Mikrobiologe
- Rolf Wütherich (* 5. August 1927; † 20. Juli 1981 in Kupferzell), Beifahrer des tödlichen Autounfalls von James Dean
- Ulrich Finckh (* 4. September 1927; † 25. Juli 2019 in Bremen), Pfarrer i. R., war von 1971 bis 2003 Vorsitzender der Zentralstelle KDV
- Hermann Hoffmann (* 22. Februar 1928; † 8. April 1997), Radiomoderator, Musiker und Komiker, „Urvater der deutschen Radio-Comedy“
- Ingeborg Schäffler-Wolf (* 31. Juli 1928; † 25. Februar 2015 in Heilbronn), Künstlerin
- Hannelore Köhler (* 30. August 1929; † 30. Juli 2019), Malerin, Zeichnerin und Bildhauerin
- Wolf Böhringer (* 16. Januar 1930; † 3. August 2011 in Heilbronn), Gründungsmitglied des Heilbronner Schachvereins, Schachautor in der Heilbronner Stimme
- Hermann Able (* 7. Februar 1930; † 21. Juni 2013), Weingärtner und Dichter
- Antonellus Elsässer (* 25. September 1930 in Kirchhausen; † 18. Juli 2014 in Dietfurt an der Altmühl), römisch-katholischer Theologe
- Gerd Seid (* 20. Oktober 1930; † 24. Februar 1995), Schauspieler

#### 1931 bis 1940
- Susanne Kaiser (1932–2007), Schriftstellerin
- Karl Weingärtner (* 12. Januar 1932; † 6. Januar 2019 in Reutlingen), Historiker und Politiker
- Hans Gerhard Maier (* 27. März 1932; † 24. März 2023), Lebensmittelchemiker und Hochschullehrer
- Eugen Paul (* 3. Mai 1932; † 16. Februar 1995 in Augsburg), katholischer Theologe
- Stefan Feyerabend (* 28. Mai 1932; † 13. Juni 2018 in Hamburg), Papiersammler
- Karl Heinrich Hofmann (* 3. Oktober 1932), Mathematiker
- Werner Schweikert (* 26. Januar 1933 in Böckingen; † 8. März 2005 in Flein), Bibliophiler
- Dietrich Ungerer (* 27. Januar 1933; † 5. Juni 2013 in Bremen), Sport- und Sicherheitswissenschaftler
- Dieter Leuze (* 20. Februar 1933; † 1. Mai 2022), Jurist und Hochschullehrer, Gründungskanzler der Gesamthochschule Essen
- Tycho Seitz (* 9. September 1933; † 21. Dezember 2001), Wirtschaftswissenschaftler
- Rudi Schäfer (* 4. April 1934), Gewerkschafter
- Otto Müller (* 30. Juli 1934; † 26. August 2020 auf Gran Canaria), Computer-Pionier und Unternehmer
- Hans A. Hey (* 25. Dezember 1934), Unternehmensberater
- Kurt Holm (* 1935), Sozialforscher
- Horst Ehmann (* 7. Februar 1935), Rechtswissenschaftler
- Peter Schukraft (* 24. Februar 1935; † 17. Juli 2021 in Thal SG, Schweiz), Fußballspieler
- Hans Karl (* 20. Juni 1935), Schachspieler
- Wolfgang Weber (* 18. September 1935), Manager
- Klaus Strittmatter (* 29. Januar 1936), Vizepräsident des DAV
- Ernst S. Steffen (* 15. Juni 1936; † 10. Dezember 1970 in Karlsruhe), Schriftsteller und Lyriker
- Ruth Leuze (* 11. Juli 1936), Juristin und Landesdatenschutzbeauftragte in Baden-Württemberg
- Inge Wettig-Danielmeier (* 1. Oktober 1936), Politikerin (SPD), MdB, MdL (Niedersachsen)
- Siegfried Simpfendörfer (* 2. Juni 1937), Maler
- Heinke Jenkins-Mayer (* 2. Juli 1937), Künstlerin
- Rolf Friederichs (* 9. November 1937; † 29. März 2011 in Heilbronn), Maler und Grafiker
- Gertraud Ellinger-Binder (* 20. Januar 1938), Malerin
- Klaus Hackert (* 10. Februar 1938; † 13. Juni 2022), Gas- und Wasserinstallateurmeister, Handwerksfunktionär, Stadtrat (CDU)
- Peter Krafft (* 1. März 1938), Altphilologe
- Erhard Klotz (* 7. April 1938), 1973 bis 1992 Oberbürgermeister von Neckarsulm, 1996 bis 2003 Hauptgeschäftsführer des Städtetags Baden-Württemberg
- Joe Kienemann (* 11. Mai 1938), Jazzmusiker und Musikjournalist
- Heinz A. Richter (* 18. März 1939; † 7. März 2024 in Schriesheim), Historiker auf dem Spezialgebiet Griechenland und Zypern
- Dieter Schwarz (* 24. September 1939), Unternehmensgründer und Eigentümer der Schwarz-Gruppe
- Brigitte Wilhelm (* 1939), Künstlerin und Bildhauerin
- Rosemarie Haag Bletter (* 27. Februar 1939), deutsch-amerikanische Architekturhistorikerin
- Klaus Zwickel (* 31. Mai 1939), Vorsitzender der IG Metall 1993–2001
- Claus Böhmler (* 29. Oktober 1939; † 23. Februar 2017 in Hamburg), Bildender Künstler, Zeichner und Medienkünstler
- Alexander Bertsch (* 4. Februar 1940), Schriftsteller und Librettist
- Dora Flinner (* 19. Februar 1940), Politikerin (Die Grünen)
- Ulrich Oevermann (* 28. Februar 1940; † 11. Oktober 2021 in Bern), Soziologe und Professor der Sozialpsychologie an der Universität Frankfurt
- Karl Hehn (* 4. Mai 1940 in Sontheim), Politiker (CDU)
- Ludwig Schmidt (* 11. August 1940), evangelischer Theologe und Hochschullehrer
- Lee Babel (* 14. September 1940), Keramikerin
- Hans Karl Rupp (* 25. Dezember 1940), Zeitgeschichtler und Politikwissenschaftler

#### 1941 bis 1950
- Barbara Rath (* 1941), Schauspielerin
- Klaus von Schubert (* 21. Februar 1941; † 1989), Politikwissenschaftler
- Rainer Kallmann (* 3. Juli 1941; † 12. März 2021), Kommunalpolitiker (SPD)
- Rainer Wahl (* 4. Juli 1941), Rechtswissenschaftler
- Beatrix Pfleiderer (* 29. Juli 1941; † 20. August 2011), Anthropologin
- Wilfried Härle (* 6. September 1941), Theologe
- Franz Wieser (* 23. September 1941), Politiker (CDU), MdL 1988 bis 2006
- Wolf Dieter Englert (* 4. Mai 1942), Entomologe
- Ulrich Lind (* 4. November 1942), Sportschütze
- Karl-Heinz Losch (* 5. Dezember 1942; † 9. Februar 2012), Rollkunstläufer
- Gerhard H. Bachmann (* 3. Juli 1943), Geologe
- Klaus Roosen (* 1944), Mediziner, Neurochirurg und Hochschullehrer
- Hartmut Kugler (* 3. März 1944), Philologe
- Jürgen Michael Meisel (* 12. März 1944), Romanist
- Helga Schuhr (* 28. April 1944), Künstlerin
- Gerd Krall (* 20. Dezember 1945; † 27. September 2004), Sportjournalist
- Andrzej Seweryn (* 25. April 1946), polnischer Schauspieler
- Jürgen Schreiber (* 30. Januar 1947; † 21. Februar 2022 in München), Journalist
- Elmar Dod (* 8. März 1947), Schriftsteller und Philosoph
- Jürgen Klingbeil (* 2. April 1947), deutscher Politiker (CDU der DDR) und Staatssekretär
- Martin Kübler (* 26. Oktober 1947), ehemaliger Bundesliga-Fußballer
- Alfred Dagenbach (* 17. November 1947), Politiker (PRO Heilbronn, früher REP), MdL 1996 bis 2001, Stadtrat seit 1989
- Wolf-Dieter Lehmann (* 12. März 1948), Wissenschaftler
- Heide Rühle (* 5. November 1948), Politikerin (GRÜNE), MdEP, Bundesvorsitzende der Grünen 1990 bis 1991
- Jusup Wilkosz (* 8. November 1948; † 19. November 2019 in Leonberg), Bodybuilder
- Johanna Lichy (* 8. Mai 1949 in Kirchhausen), Politikerin (CDU), MdL 1996 bis 2011, von 1996 bis 2001 Staatssekretärin im Ministerium für Arbeit und Soziales Baden-Württemberg
- Ulrike Rieder (* 9. Juni 1949), Fachbuchautorin und Wettkampfrichterin im Voltigiersport
- Martin Hautzinger (* 1950 in Frankenbach), Psychologe und Hochschullehrer
- Petra Maisak (* 1950), Kunsthistorikerin
- Dietburg Spohr (* um 1950), Sängerin, Leiterin des Ensemble Belcanto

### Geburtsjahrgänge von 1951 bis 2000

#### 1951 bis 1960
- Martin Hägele (* 1951), Journalist
- Dieter Ungewitter (* 3. Januar 1951), Fußballspieler
- Frieder Kühner (* 20. August 1951), Künstler
- Gerhard Rechkemmer (* 21. August 1951), Ernährungswissenschaftler und Physiologe
- Dieter Hermann (* 26. September 1951), Soziologe und Kriminologe
- Thomas Roth (* 21. November 1951), Journalist, Moderator der Tagesthemen
- Thomas Schnabel (* 1952), Historiker
- Karl-Eugen Kurrer (* 10. August 1952), Bauingenieur und Historiker der Bautechnik
- Hartmut Höll (* 24. November 1952), Pianist und Professor für Liedgestaltung
- Achim Späth (* 1953), Jurist und Fußballfunktionär
- Richard Drautz (* 29. Januar 1953; † 7. Mai 2014), Politiker (FDP), MdL 1992 bis 2006, Staatssekretär im Wirtschaftsministerium seit 2006
- Pierre Franckh (* 1. Mai 1953), Schauspieler und Buchautor
- Klaus Dockhorn (* 1. Juni 1953), Sportler (Schwimmen)
- Hans-Jürgen Seelos (* 14. Juni 1953; † 20. Juni 2013 in Reichenau), Medizinmanager und Medizininformatiker
- Günther Gebhardt (* 23. Juli 1953), Autorennfahrer, Rennwagenkonstrukteur und Rennstallbesitzer
- Irmgard Pozorski (* 10. August 1953), Künstlerin
- Karlheinz Jakob (* 6. September 1953), Linguist
- Freddy Sahin-Scholl (* 21. Dezember 1953 als Freddy Scholl), Sänger und Komponist
- Christof Weil (* 11. Januar 1954), Botschafter der Bundesrepublik Deutschland im Irak
- Frank U. Augustin (* 16. Januar 1954), Musiker
- Gudrun Rappold (* 27. August 1954), Genetikerin
- Dieter Klumpp (* 1955), Bildhauer
- Gabriele Undine Meyer (* 12. Januar 1955), Installations-, Fotografie- und Performancekünstlerin
- Renate Schmidgall (* 26. März 1955), Übersetzerin
- Klaus Rilling (* 1. November 1955; † 9. Juni 1987 in Kiel), Maler
- Roderich Ptak (* 25. November 1955), Sinologe
- Michael Wittmann (* 1956), Musikwissenschaftler
- Gundi Feyrer (* 19. April 1956), bildende Künstlerin und Schriftstellerin
- Michael Diefenbacher (* 13. Juli 1956), deutscher Archivar und Historiker, Leiter des Stadtarchivs Nürnberg
- Jörg M. Fegert (* 15. November 1956), Psychiater und Psychotherapeut
- Dagmar Knöpfel (* 20. November 1956), Filmregisseurin, Drehbuchautorin und Fotografin
- Michael Viktor Schwarz (* 9. Dezember 1956), Kunsthistoriker und Hochschullehrer
- Andreas Mayer-Brennenstuhl (* 1957), deutscher Künstler, Kunstaktivist und Hochschullehrer
- Raphael Seitz (* 29. Juli 1957; † 26. Februar 2015 in Bad Friedrichshall), Glaskünstler und Maler
- Charlotte Helfrich-Förster (* 30. August 1957 in Heilbronn-Sontheim), Zoologin und Neurobiologin
- Andrea Krueger (* 4. November 1957), Bezirksvorsteherin und MdL (CDU)
- Markwart Herzog (* 1958), Theologe, Religionsphilosoph und Sporthistoriker
- Joachim Lambrecht (* 1958; † 4. Dezember 2023), Künstler und Musiker
- Falk Struckmann (* 1958), Opernsänger (Bassbariton)
- Rainer Moritz (* 26. April 1958), Autor
- Nicolette Kressl (* 29. Oktober 1958), Politikerin (SPD), MdB
- Frank Paul Kistner (* 1959), Fotograf, Multimedia-Künstler
- Angelika Bartsch (* 27. Mai 1959), Schauspielerin
- Michael Makurath (* 1. Juni 1959), Oberbürgermeister der Stadt Ditzingen
- Wolfgang Horsch (* 1960), Karikaturist
- Joachim Schlör (* 1960), Professor, Autor zur jüdischen Geschichte
- Stefan Mecheels (* 23. Januar 1960), Leiter des internationalen Textilforschungszentrums Hohenstein Institute
- Joachim Raaf (* 11. Februar 1960), Schauspieler
- Peter Riek (* 5. März 1960), Maler
- Thomas Strobl (* 17. März 1960), Politiker (CDU), MdB
- Armin Waldbüßer (* 21. Oktober 1960), Politiker (Bündnis 90/Die Grünen)

#### 1961 bis 1970
- Bettina Bürkle (* 1961), bildende Künstlerin
- Susanne Ehrenfried (* 1961), Kunsthistorikerin
- Matthias Erlewein (* 1961), Jazzmusiker
- Heidrun Barth (* 16. März 1961), Pfarrerin und Ruderin
- Joachim Rukwied (* 20. August 1961), Landwirt und Agrarfunktionär
- Sabine Kuder (* 1962), Soziologin und Historikerin
- Michael Koschorreck (* 4. Januar 1962), Gitarrist und Sänger
- Rainer Hinderer (* 30. April 1962 in Sontheim), Politiker (SPD)
- Frank Allgöwer (* 23. Mai 1962), Ingenieur und Wissenschaftler
- Stefan Frey (* 24. Juli 1962), Theaterwissenschaftler, Regisseur, Operettenlibrettist und Autor
- Caren Hagner (* 1963), Physikerin
- Annette Vogel (* 1963), Kunsthistorikerin und Kuratorin
- Michael Georg Link (* 6. Februar 1963), Politiker (FDP)
- Michael Kibler (* 24. Februar 1963), Schriftsteller
- Anil Batra (* 15. Juni 1963 in Sontheim), Psychiater und Hochschullehrer
- Ferenc Schmidt (* 28. Juli 1963 in Sontheim), Fußballspieler
- Jörg Sommer (* 1. August 1963), Kinder- und Jugendbuchautor, Vorsitzender der Deutschen Umweltstiftung
- Achim Brötel (* 9. September 1963), Jurist, Politiker und Landrat des Neckar-Odenwald-Kreises
- 4000, bürgerlich Thomas Egeler (* 1. Oktober 1963), Maler
- Ralph Hertwig (* 4. November 1963), Psychologe und Direktor am Max-Planck-Institut für Bildungsforschung in Berlin
- Sybille J. Schedwill (* 13. November 1963), Schauspielerin
- Carola Wolle (* 18. November 1963 in Sontheim), Politikerin (AfD)
- Alexander Haas (* 1964), Biologe
- Lutz Hübner (* 16. Januar 1964), Dramatiker und Schauspieler
- Johannes Lichdi (* 9. Februar 1964), Politiker (Bündnis 90/Die Grünen), Mitglied des sächsischen Landtags
- Andreas Trumpp (* 6. März 1964), Biologe und Krebsforscher
- Regine Schwarz (* 1965), Verlegerin, Autorin, Regisseurin und Musikerin
- Stefanie Bürkle (* 1966), Künstlerin
- Bärbel Strecker (* 7. April 1966), Schauspielerin
- Oliver Maria Schmitt (* 27. April 1966), Schriftsteller
- Margaret Heckel (* 6. Juni 1966), Volkswirtin, Autorin und Moderatorin
- Petra Freudenberger-Lötz (* 22. Juni 1966), Religionspädagogin, Hochschullehrerin und Autorin
- Mark Rackles (* 26. September 1966), Staatssekretär in Berlin
- Jürgen Dengler (* 1967), Biologe und Botaniker
- Fabian Haas (* 1967 in Sontheim), Entomologe
- Yayo Kawamura (* 1967), Illustratorin und Designerin
- Johannes Schaber (* 1967), Abt des Klosters Ottobeuren
- Eberhard Birk (* 29. März 1967), Militärhistoriker
- Carsten Kengeter (* 31. März 1967), Manager, Chef der Deutschen Börse
- Alexander Löwe (* 5. November 1967), Synchronautor
- Sabine Zwiener (* 5. Dezember 1967 in Sontheim), Mittelstreckenläuferin
- Christof Bolay (* 1968), Kommunalpolitiker (SPD), seit 2005 Oberbürgermeister von Ostfildern
- Silvia Hapke-Lenz (* 1968), Politikerin (FDP)
- Andrea Kern (* 1968), Philosophin
- Jan Michaelis (* 1968), Autor
- Thomas Pitz (* 1968), Mathematiker
- Heike Murrweiss (* 1. Januar 1968), Handballspielerin
- Matthias Basedau (* 8. Februar 1968), Politikwissenschaftler
- Alexander Throm (* 8. September 1968), Politiker (CDU)
- Achim Landwehr (* 24. Dezember 1968), Historiker
- Sven Hammer (* 1969), Direktor des Tierparks Görlitz
- Christian Nickel (* 1969), Schauspieler und Regisseur
- Bernhard Lasotta (* 16. Januar 1969; † 11. Januar 2019), Politiker (CDU) und Mitglied des Landtags von Baden-Württemberg
- Steffen Hertwig (* 2. August 1969), OB von Neckarsulm
- Andrea Domesle (* 9. September 1969), Kunsthistorikerin
- Andreas Bihrer (* 1970), Historiker
- Matthias Lust (* 27. April 1970), Fußballspieler
- Regine Mispelkamp (* 4. Dezember 1970), Behindertensportlerin

#### 1971 bis 1980
- Sibylle Mottl-Link (* 14. Februar 1971), Medizinerin und Kinderbuchautorin
- Timo Frey (* 3. März 1971), Politiker (CDU)
- Christian Mann (* 17. März 1971), Althistoriker und Internationaler Meister im Schach
- Alexander Endreß (* 26. März 1971), Wirtschafts- und Sozialwissenschaftler
- Frank Bezner (* 4. Mai 1971), Mittellatein-Philologe
- Larissa Bertonasco (* 1972), Illustratorin
- Tore Rinkveld (* 1972), Graffiti-Künstler
- Armin Rößler (* 1972), Science-Fiction-Schriftsteller, Journalist und Herausgeber
- Joško Čagalj (* 15. Februar 1972), bekannt unter seinem Künstlernamen Jole, kroatischer Sänger
- Markus Bodenseh (* 21. Februar 1972), Jazzmusiker
- Nico Weinmann (* 15. Dezember 1972), Rechtsanwalt und Politiker (FDP)
- Kristin Helberg (* 1973), Journalistin
- Stefan Gschwendtner (* 16. Januar 1973), Koch
- Tomislav Marić (* 28. Januar 1973), kroatischer Fußballnationalspieler
- Stephanie Haiber (* 16. Februar 1973), Fernsehmoderatorin
- Mona Horncastle (* 22. Dezember 1973), Autorin und Kuratorin
- Marc C. Woehr (* 29. Dezember 1973), Künstler
- Thamara Barth (* 1974), Schauspielerin
- Beate Fricke (* 1974), Kunsthistorikerin
- Matthias Reinmuth (* 1974), Maler
- Vincenzo Palumbo (* 17. Mai 1974), Fußballspieler
- Sandro Mattioli (* 1975), deutsch-italienischer Journalist und Autor
- Alexander Schuster (* 9. Mai 1975), Eishockeyspieler
- Michael Preusch (* 13. Dezember 1975), Politiker (CDU)
- Christina Geiße (* 1976), Schauspielerin
- Ingo Meckes (* 28. Mai 1976), Handballspieler und -funktionär
- Marijo Marić (* 12. Januar 1977), kroatischer Fußballnationalspieler
- Frank E. Rheindt (* 26. Januar 1977), Ornithologe
- Oliver Hackert (* 15. Mai 1977), Eishockeyspieler
- Michael Wenczel (* 23. November 1977), Fußballspieler
- Matthias Bulling (* 1978), Schauspieler, Regisseur und Produzent
- Ellen Frauenknecht (* 1978), Fernsehmoderatorin
- Ingo Rust (* 17. Januar 1978), Politiker (SPD), Landtagsabgeordneter
- Daniel Koschitzki (* 1. März 1978), Blockflötist
- Michael Layer (* 23. Oktober 1978), Snowboarder
- Steffen Mezger (* 6. Dezember 1978), Koch
- Birgit Erz (* 15. Januar 1979), Geigerin und Pianistin
- Annabelle Hornung (* 28. Januar 1979), Museumsdirektorin, Germanistin und Kunsthistorikerin
- Anke Stedingk (* 21. Mai 1979), Schauspielerin
- Antonio Fernandes Lopes (* 1980), Produzent u. a. für Filme und Filmmusik
- Sibel Kekilli (* 16. Juni 1980), Schauspielerin
- Nina Gallion (* 13. Juli 1980), Historikerin
- Fabian Döttling (* 4. August 1980), Großmeister im Schach
- Sonja Beißwenger (* 6. Oktober 1980), Theaterschauspielerin

#### 1981 bis 1990
- Jochen Gebauer (* 1981), Sozial- und Persönlichkeitspsychologe
- Felix Hassenfratz (* 1981), Filmregisseur und Drehbuchautor
- Johannes Hofmann (* 1981), Musiker
- Maritta Becker (* 11. März 1981), Eishockey-Nationalspielerin
- Michael Hackert (* 21. Juni 1981), Eishockeyspieler
- Nese Erikli (* 19. Juli 1981), Politikerin (Bündnis 90/Die Grünen)
- Britta Habekost (* 1982), Autorin
- Marcel Busch (* 2. Februar 1982), Fußballspieler
- Benjamin Matschke (* 19. Juli 1982), Handballtrainer
- Felix Beilharz (* 1. September 1982), Fachbuchautor
- Philipp Kovacs (* 15. Oktober 1982), Koch
- Joana Fee Würz (* 6. April 1983), Musicaldarstellerin
- Robert Giegling (* 14. April 1983), Jazztrompeter
- Martin Schmidt (* 24. Mai 1983), Fußballspieler
- Gene Hagner (* 6. September 1983), Basketballspieler
- Zweierpasch (= Till und Felix Neumann, * 19. Oktober 1983), Hip-Hop-Duo
- Kerstin Mörk (* 1984), klassische Pianistin
- Corvin Tondera-Klein (* 1984), Hörfunkmoderator und Schauspieler
- Heiko Vogler (* 25. Januar 1984), Eishockeyspieler
- Markus Kleemann (* 12. Juli 1984), Politiker (CDU)
- Martin Weissenborn (* 16. August 1984), Chemiker
- Axel Hackert (* 14. Dezember 1984), Eishockeyspieler
- Alev Seker (* 1985), Journalistin, Nachrichtensprecherin und Fernsehmoderatorin
- Tobias Vogt (* 11. Juni 1985), Politiker (CDU)
- David Puentez, bürgerlich Benjamin Beyer (* 12. September 1985), DJ und Musikproduzent
- Marc Schnatterer (* 18. November 1985), Fußballspieler
- Bernhard Holaschke (* 1986), bildender Künstler
- Erina Yashima (* 1986), deutsch-japanische Dirigentin
- Nico Klotz (* 20. September 1986), Fußballspieler
- Dirk Prediger (* 23. Januar 1987), Fußballspieler
- Martin Hess (* 6. Februar 1987), Fußballspieler
- Denise Krebs (* 27. Juni 1987), Leichtathletin
- Isabell Huber (* 27. August 1987), Politikerin (CDU)
- Sven Daniel Bühler (* 1989), Schauspieler
- Tobias Hollmann (* 19. Juni 1989), Filmproduzent
- Tanja Erath (* 7. Oktober 1989), Radsportlerin
- Benne, bürgerlich Benedikt Ruchay (* 30. Dezember 1989), Musiker
- Carina Bär (* 23. Januar 1990), Ruderin
- Hanna Mall (* 27. Februar 1990), Schauspielerin und Sängerin
- Sebastian Szimayer (* 15. Mai 1990), Fußballspieler
- Dennis Klecker (* 2. September 1990), Politiker (AfD)
- Marco Müller (* 22. November 1990), Eishockeyspieler

#### 1991 bis 2000
- Markus Pommer (* 27. Januar 1991), Rennfahrer
- Leon Pabst (* 9. Juni 1991), Handballspieler
- Robin Neupert (* 19. August 1991), Fußballspieler
- Corey Mapes (* 22. Juni 1992), Eishockeyspieler
- Stefan Reis (* 1993), Schauspieler
- Mattia Trianni (* 16. Januar 1993), Fußballspieler
- Dejan Bozic (* 22. Januar 1993), Fußballspieler
- Laura Schaeder (* 25. April 1993), Tennisspielerin
- Katharina Rijhnen (* 14. Mai 1993), Inline-Speedskaterin
- Daniel Fischbuch (* 19. August 1993), Eishockeyspieler
- Michelle Wörner (* 25. März 1994), Fußballspielerin
- Martina Tufeković (* 16. Juli 1994), Fußballspielerin
- Erwin Köhler (* 6. Juni 1995), Politiker (Grüne)
- Jeremias Lorch (* 2. Dezember 1995), Fußballspieler
- Pvlace (* 29. August 1996), Musikproduzent
- Sebastian Heymann (* 1. März 1998), Handballspieler
- Selina Kalmbach (* 24. März 1998), Handballspielerin

### Geburtsjahrgänge ab 2001
- Tobias Ančička (* 27. Februar 2001), Eishockeytorwart
- Milan Hosseini (* 18. Juli 2001), Kunstturner
- Lilian Egloff (* 20. August 2002), Fußballspieler
- Dennis Seimen (* 1. Dezember 2005), Fußballspieler

## Weitere mit Heilbronn verbundene Personen

### Geboren im 15. Jahrhundert
- Daniel Eger († 1474), Glockengießer in Heilbronn
- Bernhart Lachaman der Ältere (* ca. 1440–50; † 1517 in Heilbronn), Glockengießer in Heilbronn
- Hans Seyfer (* um 1460 in Sinsheim; † 1509 in Heilbronn), Steinbildhauer und Holzschnitzer, schuf den Hauptaltar der Kilianskirche
- Johann Kröner (* um 1460; † 1520 in Heilbronn), Prediger an der Kilianskirche 1493–1520, Vorgänger von Lachmann
- Konrad Költer (* um 1465 in Eppingen), Rektor der Heilbronner Lateinschule von 1492 bis 1527
- Hans Schweiner (* 1473 in Weinsberg; † 1534 in Heilbronn), Baumeister des Kiliansturms
- Jerg Ratgeb (*um 1470/75 in Schwäbisch Gmünd; † 1525 oder 1526 in Pforzheim), Maler, lebte von 1509 bis 1512 in Heilbronn
- Hans Berlin, Notar und Prokurator zur Zeit des Bauernkriegs

### Geboren im 16. Jahrhundert
- Kaspar Gretter (später auch Gräter) (* um 1501 in Gundelsheim; † 21. April 1557 in Stuttgart), Rektor der Heilbronner Lateinschule von 1527 bis 1533
- Johann Lauterbach (* 16. Juni 1531 in Löbau; † 11. Oktober 1593 in Heilbronn), Rektor der Heilbronner Lateinschule von 1567 bis 1593
- Jakob Müller (* 1565 in Wimpfen; † 1611), Bildhauer, Steinmetz und Bildschnitzer in Heilbronn
- Isaak Habrecht (* 23. Februar 1544 in Schaffhausen; † 11. November 1620 in Straßburg), Uhrmacher, schuf mit seinem Gesellen Michael Müller die Kunstuhr am Heilbronner Rathaus
- Hans Kurz (* 1550 in Memhölz; † 1608 in Heilbronn), Baumeister, entwarf das Heilbronner Rathaus
- Peter Eberlin (* um 1560; † 24. Mai 1623 in Heilbronn), Maler, bemalte die Kunstuhr Habrechts
- Sebastian Hornmold der Jüngere (* 21. Februar 1562 in Tübingen; † 20. Dezember 1634 in Heilbronn), poeta laureatus in Heilbronn

### Geboren im 17. Jahrhundert
- Nikolaus von Sparr († 22. Juni 1684 in Heilbronn), Deutschordenskomtur in Heilbronn
- Johann Michael Juncker (* 1640; † 1676 in Heilbronn), Kunstmaler, lebte ab etwa 1665 in Heilbronn
- Johann Philipp Storr (* 1665; † 14. August 1720 in Heilbronn), von 1695 bis zu seinem Tod evangelischer Stadtpfarrer in Heilbronn
- Johann Georg Rohr (* 9. März 1666 in Colmar; † 20. April 1722 in Heilbronn), Glockengießer in Heilbronn
- Gottfried Hecking (* 7. Juli 1687 in Ulm; † 6. Juni 1743 in Augsburg), Rektor des Heilbronner Gymnasiums von 1718 bis 1743

### Geboren im 18. Jahrhundert
- August Wolfgang von Kinckel (* 20. Januar 1710 in Schorndorf; † 1768 in Wien), Rechtskonsulent des Ritterkantons Odenwald in Heilbronn
- Johann Michael Kirschbaum (* 28. September 1725; † 8. April 1782 in Heilbronn), Leinenweber, seit 1755 in Heilbronn
- Jakob Michael Pressel (* 1742; † 1805), in Heilbronn tätiger Medailleur, Siegelschneider und Kupferstecher
- Christian Friedrich Duttenhofer (* 3. Februar 1742 in Nürtingen; † 18. März 1814 in Heilbronn), Theologe, Stadtpfarrer und Prälat in Heilbronn
- Melchior Adam Weikard (* 27. April 1742 in Römershag; † 25. Juli 1803 ebenda), ab 1794 Wunderarzt in Heilbronn
- Georg Heinrich von Müller (* 23. August 1750 in Stuttgart; † 21. September 1820 in Heilbronn), Generalsuperintendent von Heilbronn 1814–1820
- Georg Friedrich Scharffenstein (* 13. Dezember 1760 in Mömpelgard; † 11. Februar 1817 in Ulm), 1811 bis 1813 Gouverneur von Heilbronn
- Ernst von Gemmingen-Hornberg (* 11. Februar 1759 in Celle; † 3. März 1813 in Mannheim), Komponist und Diplomat, verbrachte zum Teil seine Kindheit und seine Jugend in Heilbronn
- Johann Gottlieb Pistorius (* 24. Juni 1762 in Heidenheim an der Brenz; † 28. November 1827 in Schloss Burleswagen), Lichtensterner Klosteroberamtmann und ab 1807 Kameralverwalter in Heilbronn
- Johannes Amon (* 24. August 1763 in Drosendorf an der Aufseß bei Hollfeld; † 29. März 1825 in Wallerstein), Stadtmusikdirektor um 1800
- Gottlieb Link (* 16. Oktober 1769 in Calw; † 30. Dezember 1844 in Heilbronn), Kaufmann und Politiker, Abgeordneter
- Jakob Friedrich von Märklin (* 12. Februar 1771 in Stuttgart; † 18. Juni 1841 ebenda), Generalsuperintendent von Heilbronn 1821–1834
- Carl Dörr (* 27. März 1777 in Tübingen; † 2. Februar 1842 in Heilbronn), Zeichner, Grafiker, Maler und Musiker der Romantik, seit 1814 in Heilbronn
- Benjamin Friedrich Haakh (* 26. Februar 1778 in Tübingen; † 9. August 1825 in Heilbronn), Heilbronner Advokat und Abgeordneter
- Ernst Gustav von Rümelin (* 20. Mai 1785 in Maulbronn; † 10. Januar 1850 in Heilbronn) war ab 1819 Oberamtsrichter in Heilbronn
- Georg Friedrich Karl zu Waldeck und Pyrmont in Bergheim (* 31. Mai 1785 in Bergheim; † 18. Juni 1826 in Gaildorf) war königlich württembergischer Landvogt von Heilbronn (1811–1812)
- Gottlob Eberhard von Hafner (* Juni 1785 in Aichelberg; † 29. September 1858 in Esslingen am Neckar), Theologe, Prälat von Heilbronn 1844–1852
- Karl Mayer (* 22. März 1786 in Bischofsheim; † 25. Februar 1870 in Tübingen), Dichter, lebte zeitweilig in Heilbronn
- Louis Mayer (* 23. Mai 1791 in Bischofsheim; † 18. November 1843 in Stuttgart), Landschaftsmaler lebte zeitweilig in Heilbronn
- Karl Friedrich Jaeger (* 22. August 1794 in Cannstatt; † 28. November 1842 in Münchingen), Pfarrer in Bürg, schrieb 1828 die Geschichte der Stadt Heilbronn, die bis ins 20. Jahrhundert als Quellenmaterial für stadtgeschichtliche Veröffentlichungen von Bedeutung war
- Georg Klett (* 1. Juli 1797 in Erbach im Odenwald; † 2. Mai 1855 in Heilbronn), Stadtarzt in Heilbronn, führte 1828 die ersten dokumentierten erfolgreichen Bluttransfusionen in Deutschland durch
- Karl David Metz (* 24. Februar 1799; † 4. Februar 1869), Kaufmann, Gemeinderatsmitglied und Abgeordneter
- Carl Heinrich Theodor Knorr (* 15. Mai 1800 in Meerdorf bei Braunschweig; † 20. Mai 1875 in Heilbronn), Begründer des Lebensmittelunternehmens Knorr
- Peter Christian Tayssen (* ?; † ?), Alchemist und Hochstapler, wirkte zwischen 1776 und 1778 in Heilbronn

### Geboren im 19. Jahrhundert
- Karl Georg Haldenwang (* 16. Oktober 1803 in Simmozheim, Herzogtum Württemberg; † 30. August 1862 in Heilbronn), war ab 1850 Pfarrer in Böckingen und starb in Heilbronn, überregional bekannt ist er als Gründer der ersten Geistigbehindertenschule im deutschsprachigen Raum 1838 in der Schwarzwaldgemeinde Wildberg
- Alexander Bruckmann (* 21. Februar 1806 in Ellwangen; † 9. Februar 1852 in Stuttgart), Historien- und Porträtmaler, lebte zeitweise in Heilbronn
- Friedrich Michael Münzing (* 30. März 1807 in Flein; † 29. November 1879 in Heilbronn), Chemiker, produzierte erstmals synthetische Schwefelsäure
- Christian Märklin (* 23. Juni 1807 in Maulbronn; † 18. Oktober 1849 in Heilbronn), protestantischer Theologe und Pädagoge
- Louis de Millas (* 9. Oktober 1808 in Stuttgart; † 3. August 1890), Architekt und Stadtbaumeister von Heilbronn
- August Ruoff (* 8. Dezember 1809 in Neuenstadt am Kocher; † unbekannt), Buchdrucker, Verleger und Politiker
- Hermann Adolf von Stock (* 30. Dezember 1809 in Tuttlingen; † 10. November 1871 in Heilbronn), Theologe, von 1867 bis 1871 Generalsuperintendent von Heilbronn
- Friedrich Cloß (* 23. August 1813 in Winnenden; † 7. Oktober 1877 in Heilbronn), Kaufmann
- Paul Friedrich von Lang (* 15. Februar 1815 in Flözlingen; † 20. Juni 1893 in Ludwigsburg), Dekan in Heilbronn 1864–1870
- Gustav von Rümelin (* 26. März 1815 in Ravensburg; † 28. Oktober 1889 in Tübingen), Politiker, lebte und wirkte zeitweilig in Heilbronn
- Wilhelmine Mayer, geborene Closs (* 31. Juli 1816 in Winnenden; † 7. Juni 1899 in Heilbronn), Ehefrau von Robert Mayer
- Gottlieb von Huber (* 6. April 1817 in Ludwigsburg; † 6. Dezember 1882 in Heilbronn), Jurist und Politiker
- Richard Rümelin (* 14. August 1818 in Besigheim; † 29. Juni 1880), Bankier und Handelskammervorsitzender
- Friedrich Betz (* 15. Februar 1819 in Weinsberg; † 24. September 1903 in Heilbronn), Arzt und medizinischer Schriftsteller
- Karl von Lechler (* 28. Juni 1820 in Großbottwar; † 25. Mai 1903 in Ludwigsburg), Dekan in Heilbronn 1878–1884
- Andreas Faißt (* 21. Januar 1821 in Röt; † 18. Dezember 1878 in Heilbronn), Unternehmer, Direktor der Heilbronner Zuckerfabrik
- Adolph Majer (* 12. April 1821 in Neuenbürg; † 1868), deutscher Apotheker und Revolutionär
- Karl Reibel (* 18. September 1824 in Gaildorf; † 7. Juni 1895 in Heilbronn), Kaufmann und Politiker, verstarb in Heilbronn
- Adolf Otto (* 29. Dezember 1827 in Esslingen; † 27. Februar 1898 in Heilbronn), Jurist und Unternehmer
- Karl von Köstlin (* 15. Mai 1827 in Stuttgart; † 22. Mai 1909 ebenda), Gründungsmitglied und von 1873 bis 1896 Gefängnisdirektor des Zellengefängnisses Heilbronn
- Rudolf von Schmid (* 17. Januar 1828 in Altensteigdorf bei Nagold; † 7. August 1907 in Schloss Obersontheim), Theologe, Stadtpfarrer und später Generalsuperintendent von Heilbronn
- Kilian von Steiner (* 9. Oktober 1833 in Laupheim; † 25. September 1903 in Stuttgart), Bankier, war Rechtsanwalt in Heilbronn
- Viktor von Sandberger (* 10. April 1835 in Benzenzimmern/Ostwürttemberg; † 12. Mai 1912 in Stuttgart), Theologe, Prälat von Heilbronn 1890–1894
- Max Eyth (* 6. Mai 1836 in Kirchheim unter Teck; † 25. August 1906 in Ulm), Schriftsteller, verbrachte seine Schul- und erste Lehrzeit in Heilbronn
- Heinrich Raupp (* 17. Dezember 1836 in Karlsruhe; † 20. Juni 1914 in Heilbronn), von 1868 bis 1907 Direktor des Heilbronner Gaswerks
- Ernst Achtung (* 6. September 1837 in Kassel; † 3. November 1874 in Heilbronn), Kaufmann und Stifter in Heilbronn
- Oskar Achilles Gustav von Schwarzkopf (* 18. November 1838 in Aalen; † 30. Mai 1903 in Stuttgart), Generalsuperintendent von Heilbronn ab 1900
- Karl Nicolai (* 11. August 1839 in Gaildorf; † 2. September 1892 in Gundelsheim) war ein deutscher Schultheiß und Politiker, ab 1881 Amtsnotar in Heilbronn
- Adolph Grünwald (* 22. Mai 1840 in Affaltrach; † 1925 in Heilbronn), Kaufmann und Kunstsammler

- Franz Karl Reichard (* 31. Mai 1842 Bruchsal, † 5. Dezember 1923 Heilbronn), Ingenieur, Leiter der Stadtwerke Karlsruhe
- Georg Friedrich Spindler (* 3. Dezember 1842; † 25. April 1909), Bildhauer, erhielt 1870 das Bürgerrecht in Heilbronn
- Friedrich Dürr (* 30. August 1843 in Cannstatt; † 14. Oktober 1926 in Heilbronn), Rektor des Karlsgymnasiums und Geschichtsforscher
- Otto Wolf (* 27. Dezember 1849 in Bernburg (Saale); † 29. April 1917 in Maastricht), Komponist und Dirigent, wirkte zwischen 1876 und 1883 als erster städtischer Musikdirektor Heilbronns
- Abraham Gumbel (* 21. Oktober 1852 in Stein am Kocher; † 25. Dezember 1930 in Heilbronn), Bankier, gründete im Jahre 1909 den Heilbronner Bankverein, den Vorläufer der Volksbank Heilbronn
- Wilhelm Schäffler (* 16. Oktober 1856 in Stuttgart; † 20. November 1910 in der Heilanstalt Charlottenhöhe, Gemeinde Schömberg), SPD-Politiker, erster SPD-Abgeordneter aus Heilbronn, Stadtrat
- Ferdinand Fromm (* 31. März 1857 in Unterkochen; † 4. April 1941 in Heilbronn), Militärhistoriker und Volkskundler
- Christian Eberhardt (* 18. April 1857 in Speyer; † 11. Mai 1939), Vorstandsmitglied des Nahrungsmittelunternehmens Knorr
- August Dederer (* 1858; † 17. April 1903), Architekt in Heilbronn
- Max Cramer (* 21. Februar 1859 in Stockach; † 14. Januar 1933 in Heilbronn), Lehrer und Familienforscher in Heilbronn
- Wilhelm Albrecht Nestle (* 16. April 1865 in Stuttgart; † 18. April 1959 ebenda), Altphilologe, Rektor des Karlsgymnasiums von 1913 bis 1919
- Walther Eberbach (* 1. Januar 1866 in Besigheim; † 5. Dezember 1944 in Weinsberg), Bildhauer, Maler, Grafiker, Medailleur und Ziseleur
- August Hornung (* 19. September 1867 in Güglingen; † 8. Juni 1927 in Böckingen), Schneider und Politiker (SPD, USPD), Landtagsabgeordneter, Gemeinderat in Böckingen
- Gottlieb Samuel Löffler (* 14. Januar 1868 in Korntal; † 5. April 1946 in Ludwigsburg), Maler und Kunstpädagoge, 1908 bis 1923 Lehrer in Heilbronn
- Max Gauß (* 24. Februar 1868 in Justingen; † 5. Februar 1931 in Heilbronn), katholischer Priester, Lehrer und Politiker (Zentrum), Landtagsabgeordneter
- Theophil Wurm (* 7. Dezember 1868 in Basel; † 28. Januar 1953 in Stuttgart), Prälat von Heilbronn 1927–29
- Gotthold Stettner (* 17. Dezember 1871 in Vaihingen an der Enz; † 21. Januar 1946 in Klingenberg), Lehrer in Heilbronn
- Carl Otto von Eicken (* 31. Dezember 1873 in Mülheim an der Ruhr; † 29. Juni 1960 in Heilbronn), Mediziner
- Ernst August Wagner (* 22. September 1874 in Eglosheim; † 1938 in Winnenthal), Massenmörder, verurteilt und zeitweilig inhaftiert in Heilbronn
- Ernst Jäckh (* 22. Februar 1875 in Urach; † 17. August 1959 in New York City), von 1902 bis 1912 Chefredakteur der Neckar-Zeitung
- Otto Konz (* 24. Mai 1875 in Tübingen, † 15. Juni 1965 in Stuttgart), Erbauer des Neckarkanals, hatte als Leiter des Kanalbauamts zeitweise seinen Sitz in Heilbronn
- Adolf Steiner (* 29. Juni 1875; † 4. Dezember 1944 in Heilbronn), Architekt in Heilbronn
- Gottlob Kralik (* 22. Oktober 1878 in Eleonorenhain; † 6. April 1964 in Heilbronn) war ein böhmischer Glasfabrikant
- Fritz Stein (* 31. März 1879 in Hertershofen; † 14. März 1956 in Heilbronn), Pfarrer in Heilbronn
- Ludwig Heuss (* 26. Januar 1881 in Brackenheim; † 5. August 1932 in Wüstenrot), ab 1913 Stadt- und Schularzt in Heilbronn, Mitglied des Stadtrates für die DDP (von 1919 bis 1932)
- Gotthilf Hitzler (* 14. Februar 1882 in Kirchberg an der Murr; † 23. September 1933 in Heidelberg), Redakteur, Ministerialbeamter und Politiker (SPD), 1908 bis 1917 Redakteur des Neckar-Echos, 1908 bis 1910 Heilbronner SPD-Vorsitzender, 1911 bis 1917 Stadtrat
- Fritz Eppinger (* 31. Dezember 1882 in Ludwigsburg; † 28. März 1951 in Heilbronn), Jurist, Mitglied des Gemeinderats, 1945/1946 Öhringer Landrat, 1946–1950 Heilbronner Landgerichtspräsident
- Karl Häfner (* 2. Juni 1885 in Renningen-Malmsheim; † 5. April 1981 in Heilbronn), Lehrer, Autor und Dialektdichter
- Erich Schairer (* 21. Oktober 1887 in Hemmingen; † 3. August 1956 in Schorndorf) war 1918–19 Chefredakteur der Neckar-Zeitung
- Moses Strauss (* 20. Dezember 1887 in Eschau; † 1981), Gemeindevorsteher der orthodoxen jüdischen Gemeinde, später über Liechtenstein in die Schweiz ausgewandert
- Erwin Mehne (* 29. Mai 1889 in Schwenningen am Neckar; † 1953 in Heilbronn), Kunstschlosser
- Karl Anspach (* 13. Dezember 1889 in Sauerschwabenheim; † 1. Mai 1941 in Heilbronn), leitete die Heilbronner Blindengenossenschaft
- Hans Bohla (* 26. Januar 1891 in Herreth, † 8. Januar 1928 in Heilbronn), kommunistischer Politiker, verstarb in Heilbronn
- Max Fork (* 11. Juni 1892; † 26. November 1974), NSDAP-Ortsgruppenleiter in Heilbronn
- Bruno Grosse (* 13. Juli 1892 in Neu-Ulm; † 18. Mai 1976 in Heilbronn), Maler, zeitweiliger Vorsitzender des Heilbronner Künstlerbundes
- Wilhelm Steinhilber (* 12. November 1892; † 27. Juli 1977), Lokalgeschichtsforscher
- Martin Hunger (* 1. September 1893 in Königstein (Sächsische Schweiz); † 13. Oktober 1986 in Mendoza, Argentinien), Maler, lebte zeitweilig in Heilbronn-Frankenbach
- Hans Franke (* 6. September 1893 in München; † 16. Oktober 1964 in Wüstenrot) war Redakteur und Autor in Heilbronn und erforschte die Geschichte der Heilbronner jüdischen Gemeinde
- Georg Geiger (* 7. August 1894 in Unterhaid, Gemeinde Sommersried, Oberamt Wangen; † 4. Oktober 1972 in Hannover), Gewerkschafter und Politiker (SPD), 1931 Heilbronner Landtagsabgeordneter
- Karl Weiß (* 22. Juni 1895 in Weimar; † 27. Juli 1959 in der Bretagne), 1951 bis 1959 Oberstudiendirektor am Theodor-Heuss-Gymnasium
- Oskar Dirlewanger (* 26. September 1895 in Würzburg; † 7. Juni 1945 in Altshausen), nach 1933 stellvertretender Direktor des Heilbronner Arbeitsamts, später Offizier der Waffen-SS und Kriegsverbrecher
- Eduard Hirsch (* 6. Dezember 1896 in Steinbach bei Schwäbisch Hall; † 28. Mai 1989), Landrat des Landkreises Heilbronn
- Ernst Heubach (* 16. August 1897 in Stuttgart; † 19. Juni 1978 ebenda), Jurist, Leiter der Gestapo-Außenstelle Heilbronn und Landrat des Landkreises Heilbronn
- Adolf Wingler (* 27. Mai 1898 in Freiburg im Breisgau; † 30. August 1986), Jurist, Landgerichtspräsident in Waldshut und Heilbronn
- Fritz Werner (* 15. Dezember 1898 in Berlin; † 22. Dezember 1977 in Heilbronn), wirkte als Musiker in Heilbronn

### Geboren im 20. Jahrhundert
- Wilhelm Hofmann (* 25. April 1901 in Darmstadt; † 26. Oktober 1985 in Heilbronn), Begründer der modernen Sonderpädagogik, er arbeitete einige Zeit in Heilbronn
- Erich Leucht (* 7. August 1902 in Plauen; † 17. Januar 1990 in Heilbronn), Schlosser, Gewerkschafter und Politiker (KPD)
- Helmut Schoepke (* 11. Januar 1903; † 29. März 1996), Verlagsbuchhändler und Lyriker, lebte und verstarb in Heilbronn
- Hermann Schwerdtfeger (* 18. Oktober 1903 in Stuttgart; † 27. November 1988), Verleger und erster Chefredakteur (1946–1971) der Tageszeitung Heilbronner Stimme
- Ulrich Tuchel (* 7. August 1904 in Berlin; † 29. Januar 1986 in Heilbronn), Ingenieur und Unternehmer, lebte ab 1947 in Heilbronn, Gründer des Heilbronner Unternehmens Amphenol-Tuchel
- Gerd Stieler von Heydekampf (* 5. Januar 1905 in Berlin; † 25. Januar 1983 in Heilbronn), ehemaliger Audi-Vorstandsvorsitzender, lebte in Heilbronn
- Willy Stöhr (* 23. März 1905 in Ulm; † 24. Mai 1997), Ingenieur, Leiter des Heilbronner Tiefbauamtes und Pionier im Bau von Spannbetonbrücken
- Hanns Blaschek (* 24. Juni 1907 in Brüx; † 11. Januar 1989), Verwaltungsbeamter und Künstler, von 1958 bis 1983 Vorsitzender des Heilbronner Künstlerbundes
- Werner Heim (* 14. Februar 1908 in Mönsheim; † 2. Oktober 1978 in Heilbronn), Biologe, Lehrer, Museumsleiter, Autor und Verleger
- Walter Vielhauer (* 1. April 1909 in Reutlingen; † 19. April 1986 in Heilbronn), Politiker (KPD), ehemaliger KZ-Häftling Nr. 39 282 aus Buchenwald, Bürgermeister unter OB Beutinger, 1984 Aufnahme ins Buch der Gerechten in Yad Vashem
- A. W. Sauter (* 2. April 1911 in Basel; † 24. Februar 1961 in Heilbronn), Künstler, lebte und arbeitete überwiegend in Heilbronn
- Ingo Herzog (* 9. Januar 1913 in Mannheim; † 9. Januar 1980 in Kirchheim unter Teck), Journalist, Redakteur mehrerer Heilbronner Zeitungen, von 1956 bis 1978 Chefredakteur der Nürtinger Zeitung
- Walter Bison (* 25. Juli 1913 in Düsseldorf; † 13. April 1985 in Heilbronn), Theaterintendant, -schauspieler und -regisseur in Heilbronn
- Helmut Sembdner (* 27. Januar 1914 in Posen; † 25. Juni 1997 in Heilbronn), Literaturwissenschaftler, Gründer des Kleist-Archivs Sembdner
- Helmut Läpple (* 4. April 1916; † 23. September 2005 in Weinsberg), Unternehmer, Gesellschafter der Läpple AG
- Werner Holzbächer (* 19. Juli 1917 in Friedland/Schlesien; † 14. August 1977 in Heilbronn), Kunsthandwerker
- Werner Lindenmaier (* 18. Juli 1921 in Neu-Ulm; † 14. Februar 2005 in Heilbronn), Jurist, von 1976 bis 1985 Präsident des Landgerichts Heilbronn
- Edward Adamczyk (* 30. November 1921 in Dortmund; † 7. April 1993 in Heilbronn), polnischer Leichtathlet, Sportlehrer in Heilbronn
- Manfred Wankmüller (* 25. Dezember 1924 in Gerabronn; † 13. Februar 1988 ebenda), Schriftsteller, absolvierte sein Abitur in Heilbronn
- Werner Baumann (* 11. April 1925 in Crailsheim; † 19. Oktober 2009 in Heilbronn), Grafiker, über Jahrzehnte im Heilbronner Kunstleben engagiert
- Otto Rettenmaier (* 28. Juli 1926 in Holzmühle, Gemeinde Rosenberg), Unternehmer und Mäzen in Heilbronn
- Hans Ulrich Eberle (* 7. August 1927 in Holzgerlingen; † 16. Juni 1988 in Heilbronn), von 1960 bis zu seinem Tod Leiter der Stadtbibliothek
- Jörg Bauser (* 30. Januar 1928 in Stuttgart; † 24. Juli 2017), Richter, 1984–1993 Präsident des Landgerichts Heilbronn
- Frank Distelbarth (* 30. August 1928 in Löwenstein; † 4. Oktober 2012 in Heilbronn), Verleger der Heilbronner Stimme
- Helmut Schmolz (* 15. Dezember 1928 in Geislingen an der Steige; † 8. Januar 2006) war Stadtarchivar in Heilbronn
- Klaus Wagner (* 5. Mai 1930 in Frankfurt am Main; † 21. Juli 2011 in Ravensburg), langjähriger Intendant des Heilbronner Stadttheaters
- Karl-Hans Kern (* 3. Oktober 1932 in Stuttgart; † 21. Mai 2014), MdB, in Heilbronn langjähriger Schuldekan und Vereinsfunktionär
- Ingrid Richter-Wendel (* 20. Januar 1933 in Lübben (Spreewald)), Schauspielerin, über vier Jahrzehnte Mitglied des Heilbronner Theaterensembles
- Hubert Weckbach (* 28. Oktober 1935 in Rippberg; † 19. März 2018), Archivar, von 1961 bis 1997 stellvertretender Leiter des Stadtarchivs Heilbronn
- Werner Grau (* 7. Dezember 1939 in Heidenheim an der Brenz), 1992 bis 1999 Erster Bürgermeister von Heilbronn
- Ulrich Bauer (* 25. Dezember 1939 in Schwäbisch Hall), 1983 bis 1989 Baubürgermeister von Heilbronn
- Heiner Dörner (* 24. April 1940 in Brünn), Windenergie-Wissenschaftler und Kommunalpolitiker
- Eberhard Braun (* 2. Mai 1941 in Stuttgart; † 26. April 2006 in Heilbronn), deutscher Philosoph
- Rolf Idler (* 1. Juli 1943 in Schorndorf; † 12. April 2012 in Egelsbach), deutscher Theaterschauspieler, wuchs in Heilbronn auf
- Klaus Czernuska (* 10. September 1943 in Jägerndorf, Sudetenland; † 3. Februar 2015 in Bad Wimpfen), Landrat des Landkreises Heilbronn
- Harald Friese (* 2. Juni 1945 in Badersleben), SPD-Politiker, ehem. Bürgermeister der Stadt Heilbronn und MdB von 1998 bis 2002.
- Rainer Dahlem (* 18. Dezember 1946 in Oberndorf am Neckar), Gewerkschafter, arbeitet in Heilbronn
- Bernd Moldenhauer (* 14. August 1949 in Falkenberg (Mark); † 15. Juli 1980 bei Bad Hersfeld), DDR-Dissident, lebte zeitweilig in Heilbronn
- Thomas Pekny, Bühnenbildner am Theater Heilbronn von 1983 bis 2012
- Alexander Schonath (* 2. November 1951 in Kupferzell), Politiker (REP) und Stadtrat in Heilbronn seit 1994, MdL 1996–2001
- Günther Emig (* 8. Februar 1953 in Nieder-Liebersbach), von 2000 bis 2018  Direktor des Kleist-Archivs Sembdner
- Brigitte Russ-Scherer (* 1956 in Göppingen), OB von Tübingen 1999–2007, war um 1990 Richterin in Heilbronn
- Wilfried Hajek (* 29. Januar 1956 in Weilheim in Oberbayern), von 2006 bis 2022 Baubürgermeister Heilbronns
- Martin Diepgen (* 27. August 1956 in Seligenstadt), 2002 bis 2013 Leiter des Heilbronner Arbeitsamtes, seit Februar 2013 Erster Bürgermeister Heilbronns
- Axel Vornam (* 7. Dezember 1956 in Castrop-Rauxel), seit 2008 Intendant des Heilbronner Theaters
- Joachim Hennze (* 13. Juni 1957), Kunst- und Architekturhistoriker, seit 2004 Leiter der Unteren Denkmalbehörde in Heilbronn
- Marla Glen (* 3. Januar 1960 in Chicago, USA), Sängerin, lebte ab 1998 zeitweilig in Heilbronn
- Margret Mergen (* 26. August 1961 in Billerbeck), Politikerin (CDU), Erste Bürgermeisterin in Heilbronn von 2000 bis 2007
- Anton Philipp Knittel (* 1961 in Meßkirch), Literaturwissenschaftler, Autor und Leiter des Heilbronner Literaturhauses
- Elisabeth Kalko (* 10. April 1962 in Berlin; † 26. September 2011 in Nkweseko, Hai District, Tansania), in Heilbronn aufgewachsene Biologie-Professorin, Fledermausforscherin
- Susanne Bay (* 5. Januar 1965 in Crailsheim), Politikerin (Bündnis 90/Die Grünen), Stadträtin, Mitglied des Landtags von Baden-Württemberg
- Rico Rossi (* 22. Juni 1965 in Toronto, Kanada), von 2004 bis 2013 Cheftrainer der Heilbronner Falken
- Margarete Heidler (* 27. Juli 1965 in Schwäbisch Gmünd), Kommunalpolitikerin, von 2007 bis 2013 Finanz- und Wirtschaftsdezernentin sowie Erste Bürgermeisterin und Stellvertreterin des Oberbürgermeisters von Heilbronn
- Wiktar Karatschun (* 12. August 1968 in Minsk, Weißrussland; † 11. August 2004 in Heilbronn) spielte beim Heilbronner EC und erlag 2004 in Heilbronn einem Krebsleiden
- Roland Wöller (* 19. Juli 1970 in Duisburg), CDU-Politiker, Mitglied der Sächsischen Staatsregierung (2007–2012, 2017–2022), absolvierte sein Abitur in Heilbronn
- Ruben Gazarian (* 8. November 1971 in Jerewan, Armenien), Dirigent des Württembergischen Kammerorchesters Heilbronn seit 2002
- Dexter (Felix Göppel, * 1983), Hip-Hop-Produzent aus Heilbronn
- Asmir Begović (* 20. Juni 1987 in Trebinje, Bosnien-Herzegowina), bosnisch-kanadischer Fußballspieler, verbrachte sechs Jahre seiner Jugend in Heilbronn
- Katrin Reinert (* 13. Januar 1988 in Stuttgart), Ruderin, verbrachte ihre Jugend und ihre sportliche Karrieredauer in Heilbronn
- Sandy Solo (* 13. September, bürgerlich Sandy Senad Honic), Rapper aus Heilbronn